# Dorotheenstadti temető
A Dorotheenstadti temető (németül: Friedhof der Dorotheenstädtischen und Friedrichswerderschen Gemeinden) Berlin-Mitteben fekvő temető.

## Híres emberek sírjai

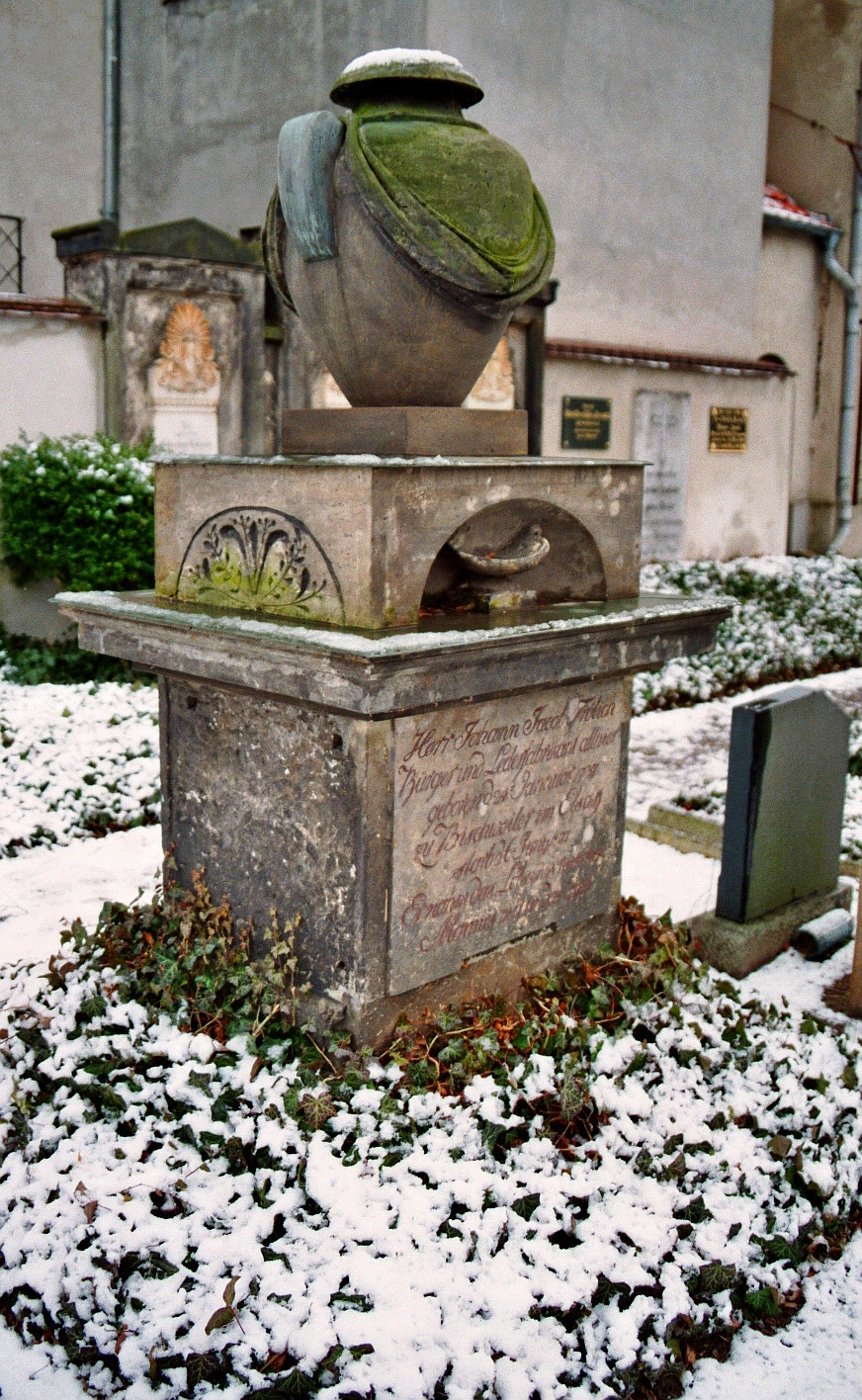
A legrégibb sír a temetőben: Johann Jacob Frölich (1737–1807)
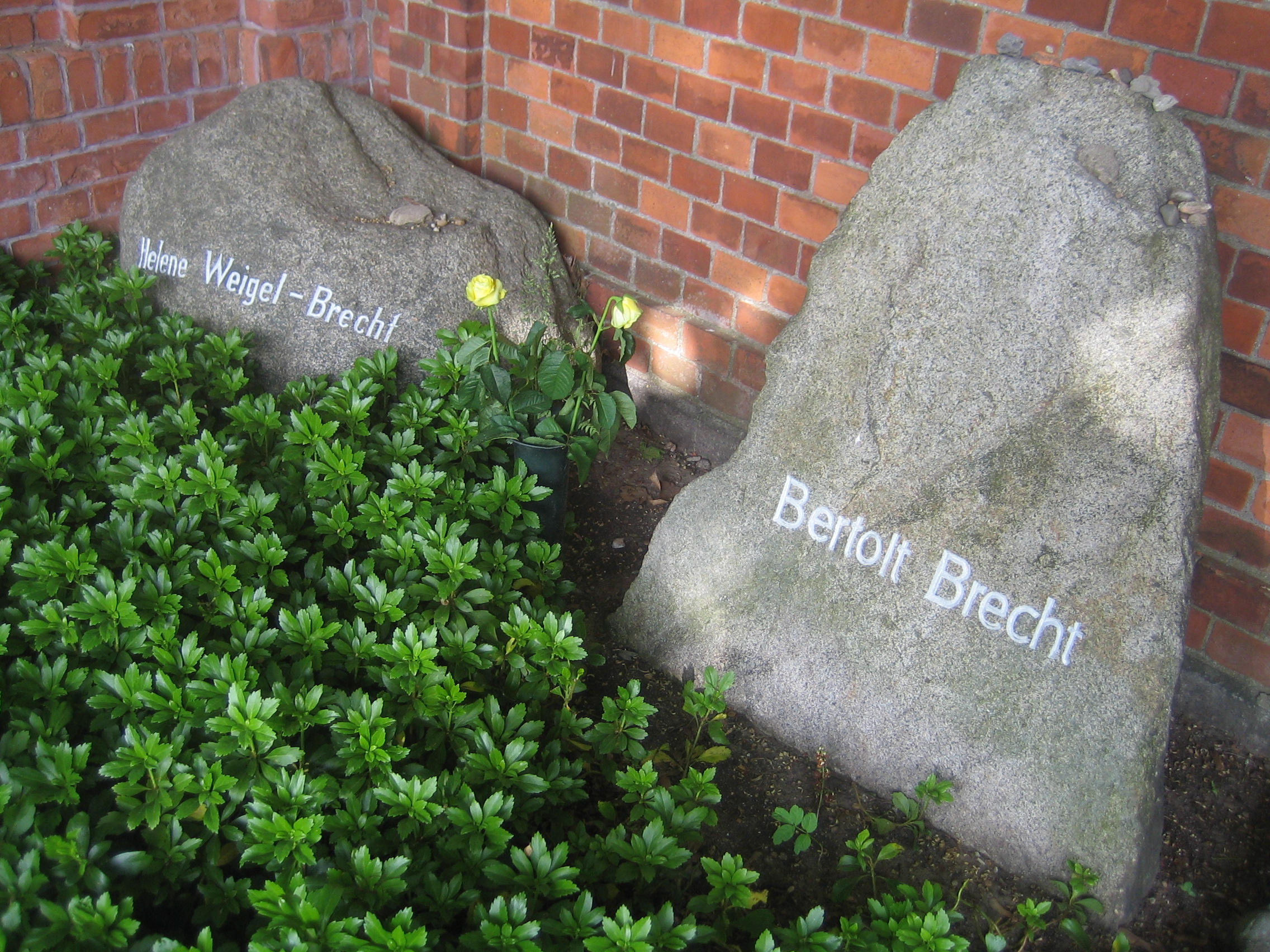
Bertolt Brecht és Helene Weigel
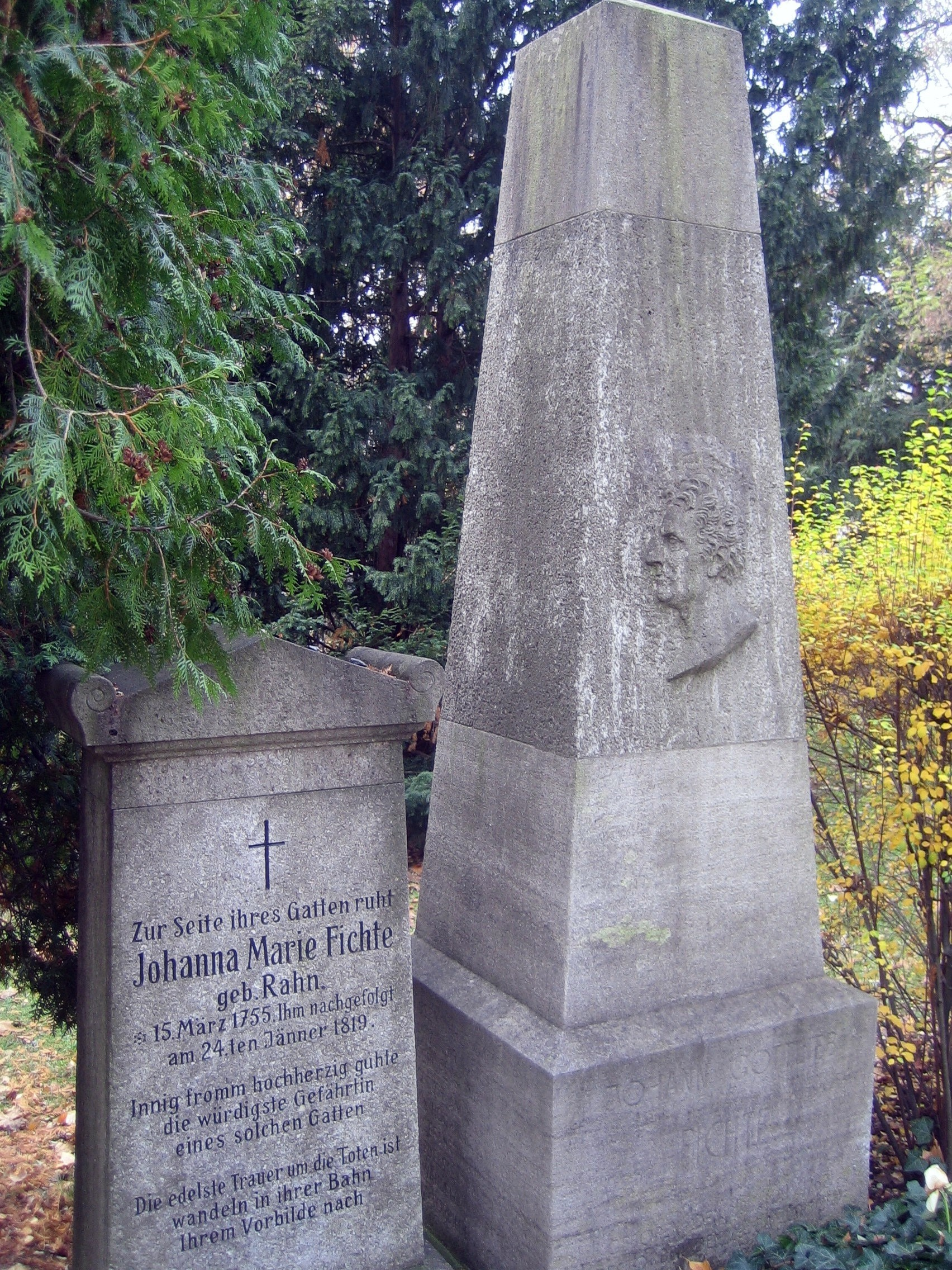
Johann Gottlieb Fichte és néje
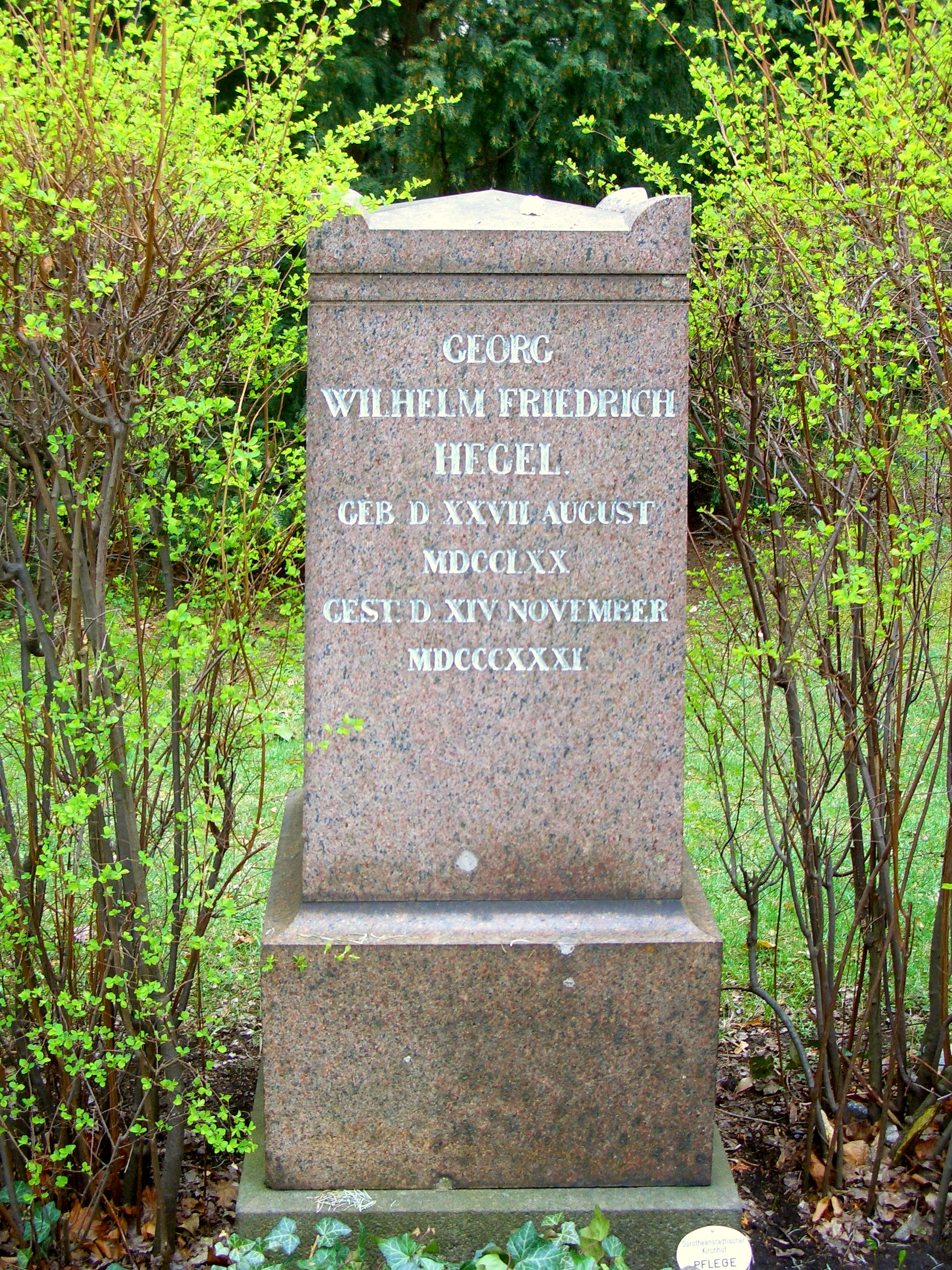
Georg Wilhelm Friedrich Hegel
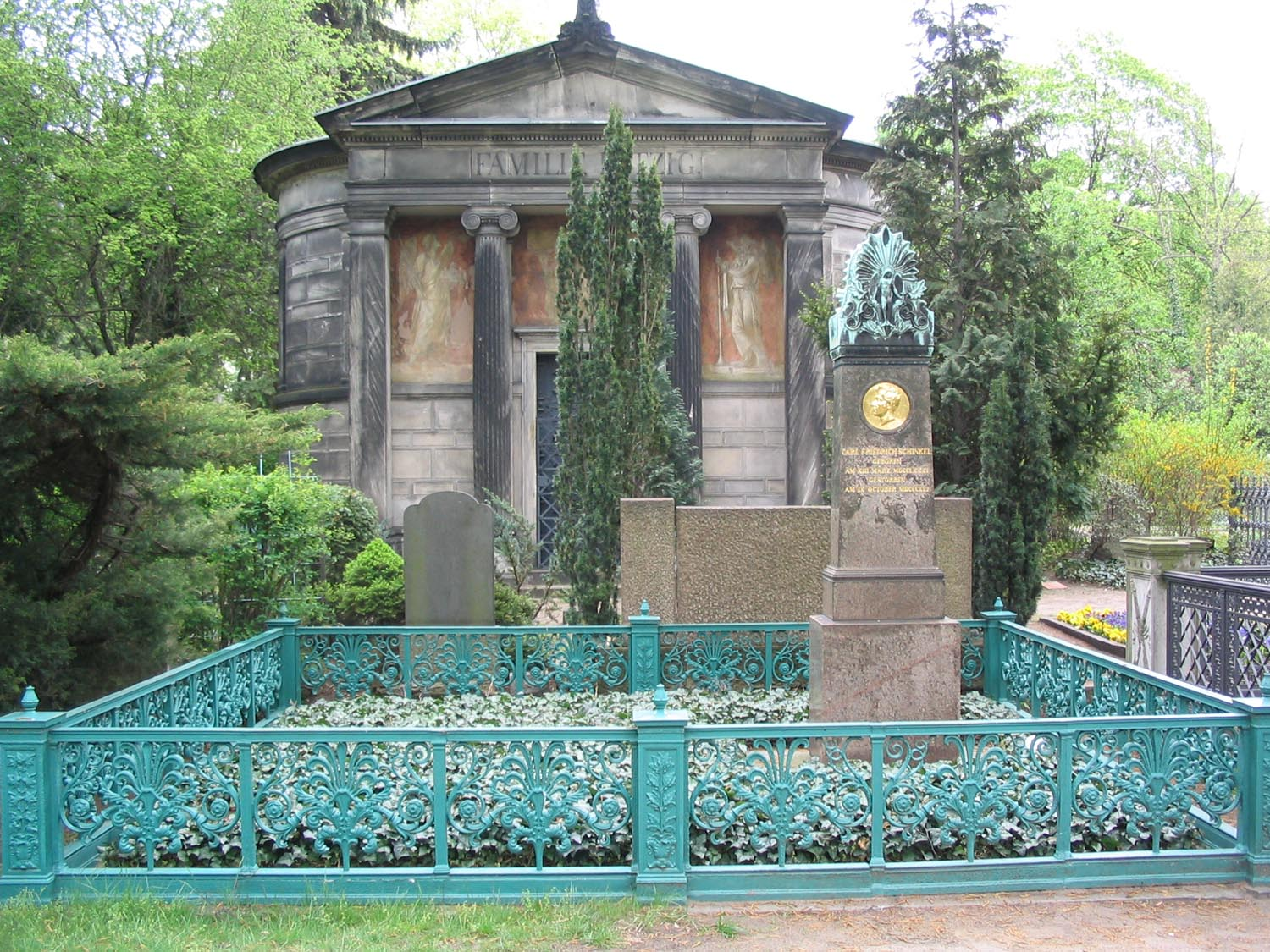
Karl Friedrich Schinkel (hátul a Hitzig-mauzóleum)
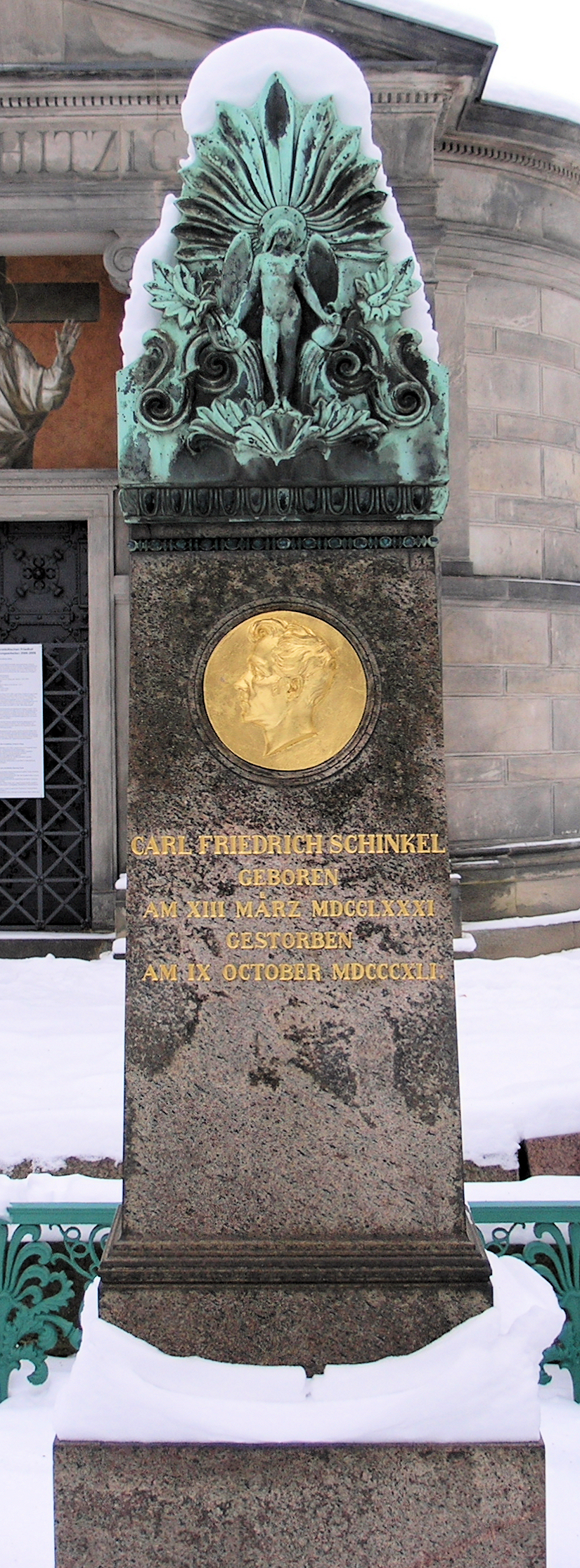
Grabstele für Karl Friedrich Schinkel († 1841)
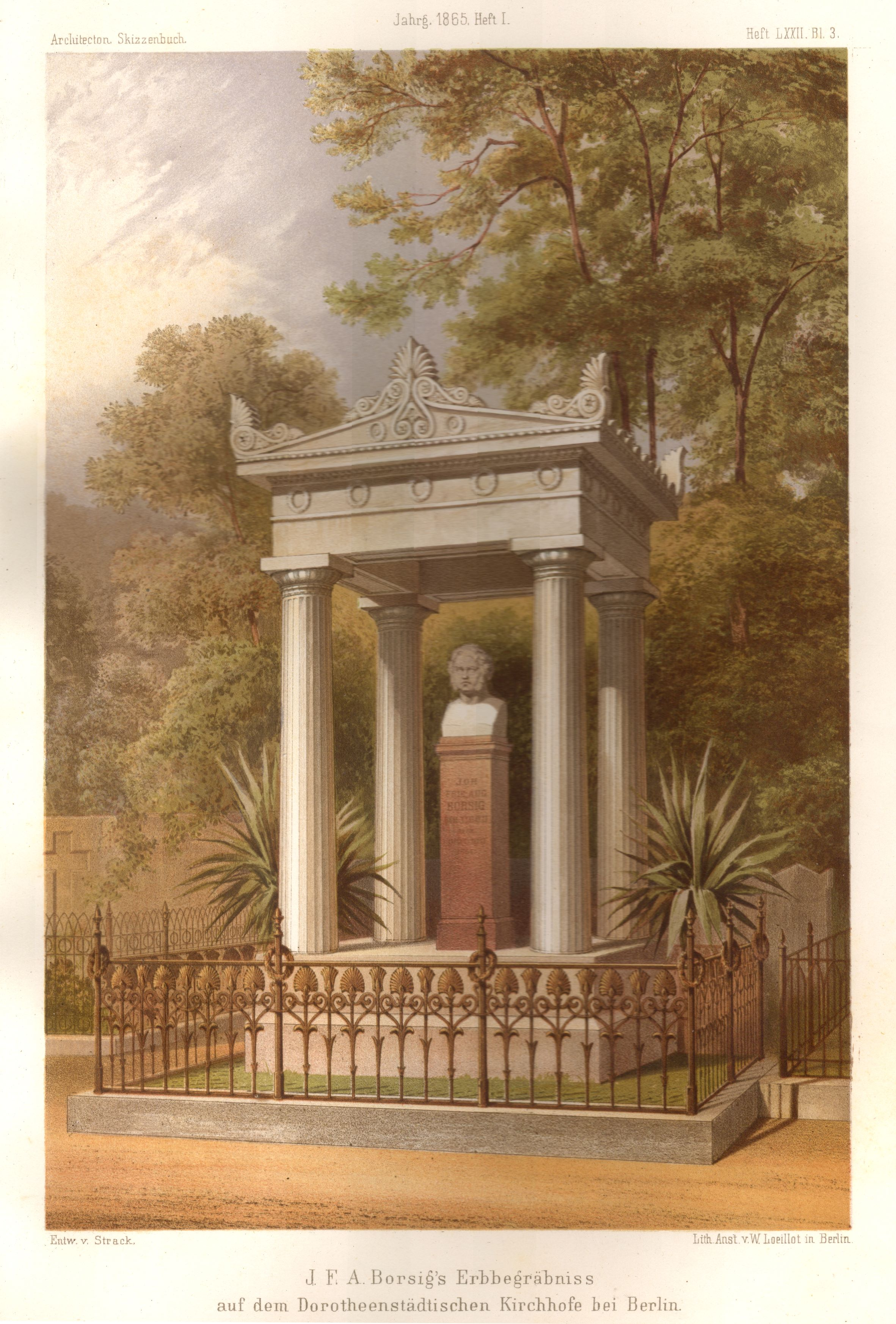
Grabstätte der Familie Borsig, 1865
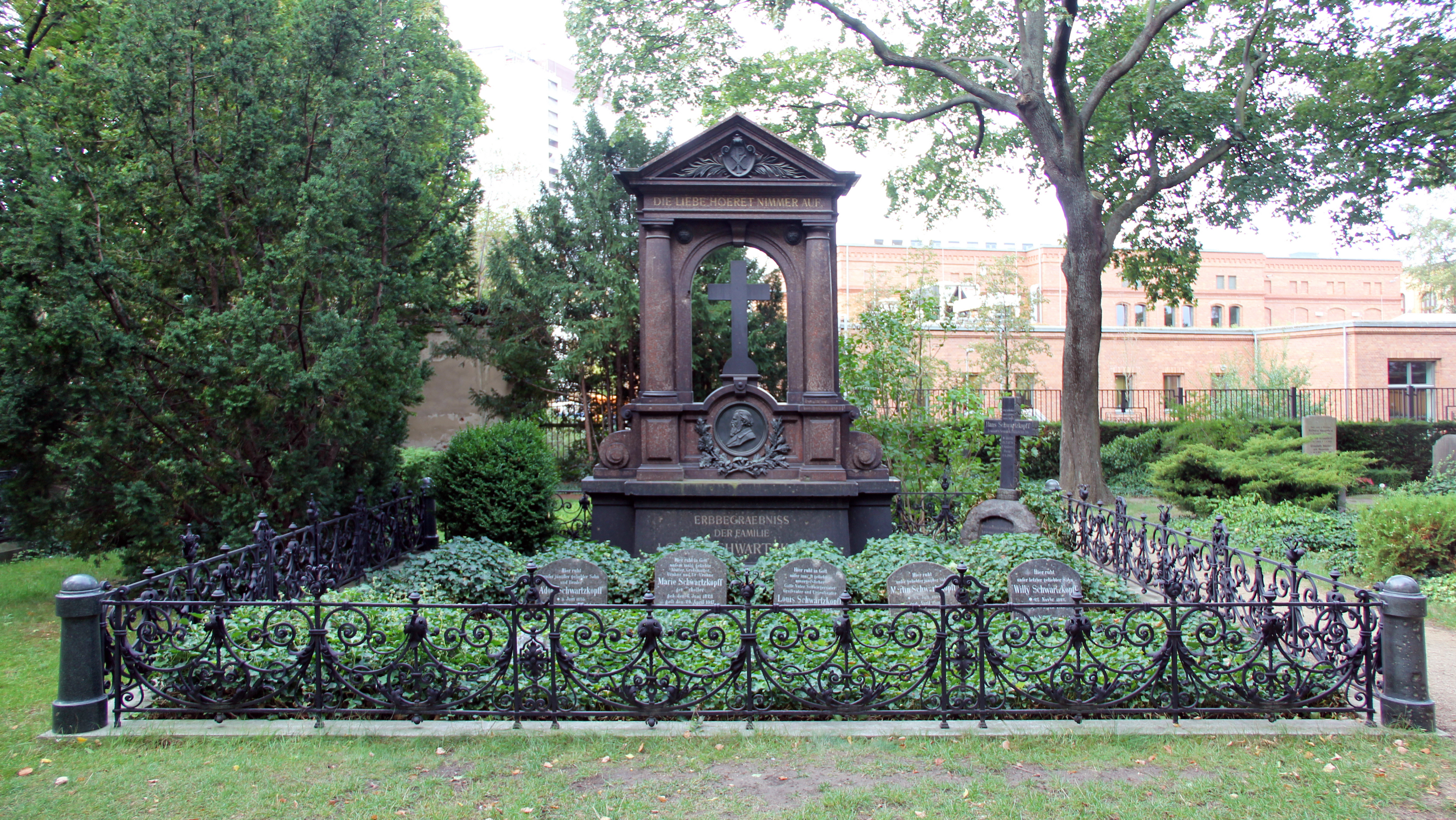
Grabstätte von Louis Schwartzkopff († 1892)
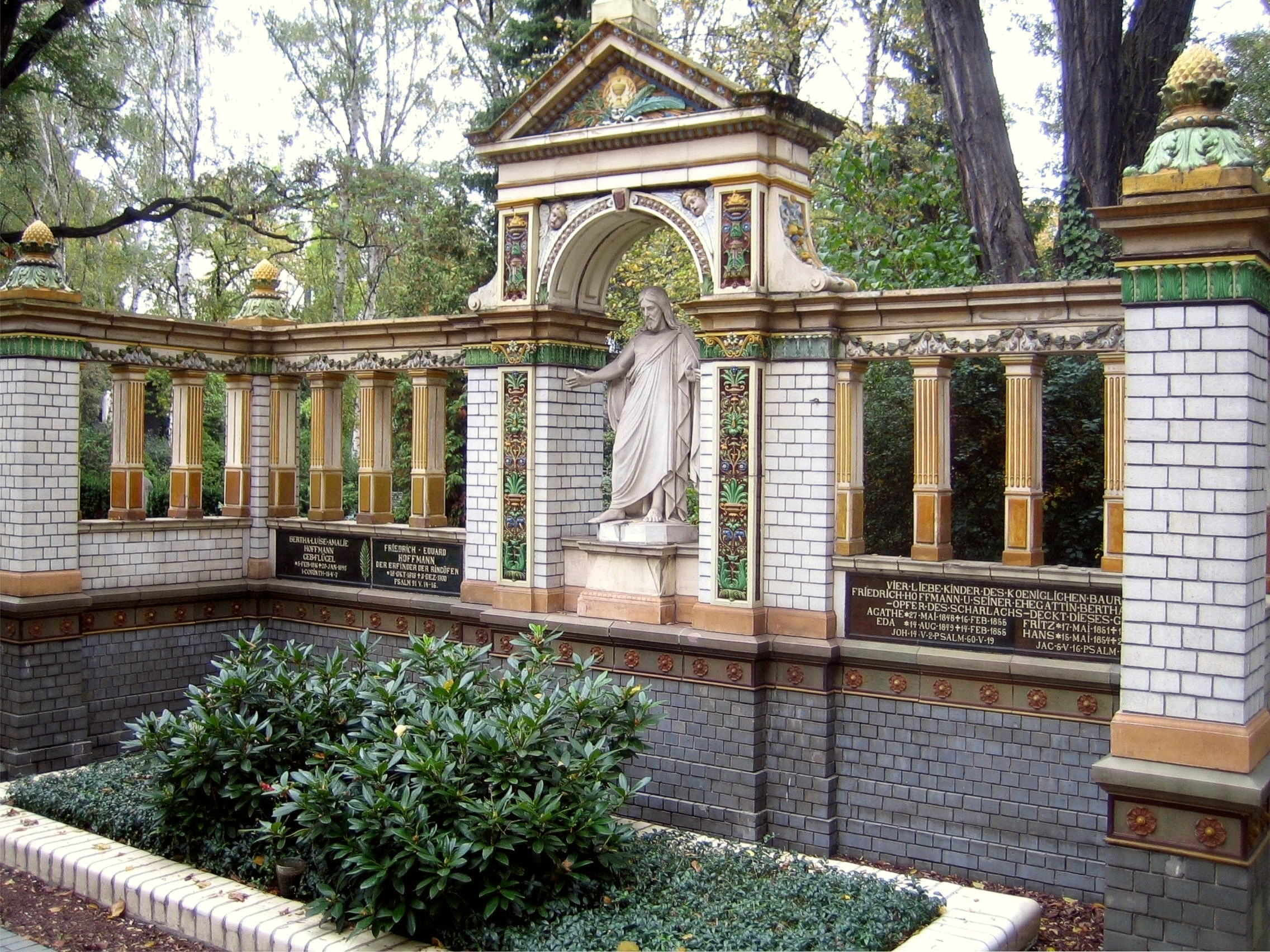
Friedrich Eduard Hoffmann családi sír, 1900
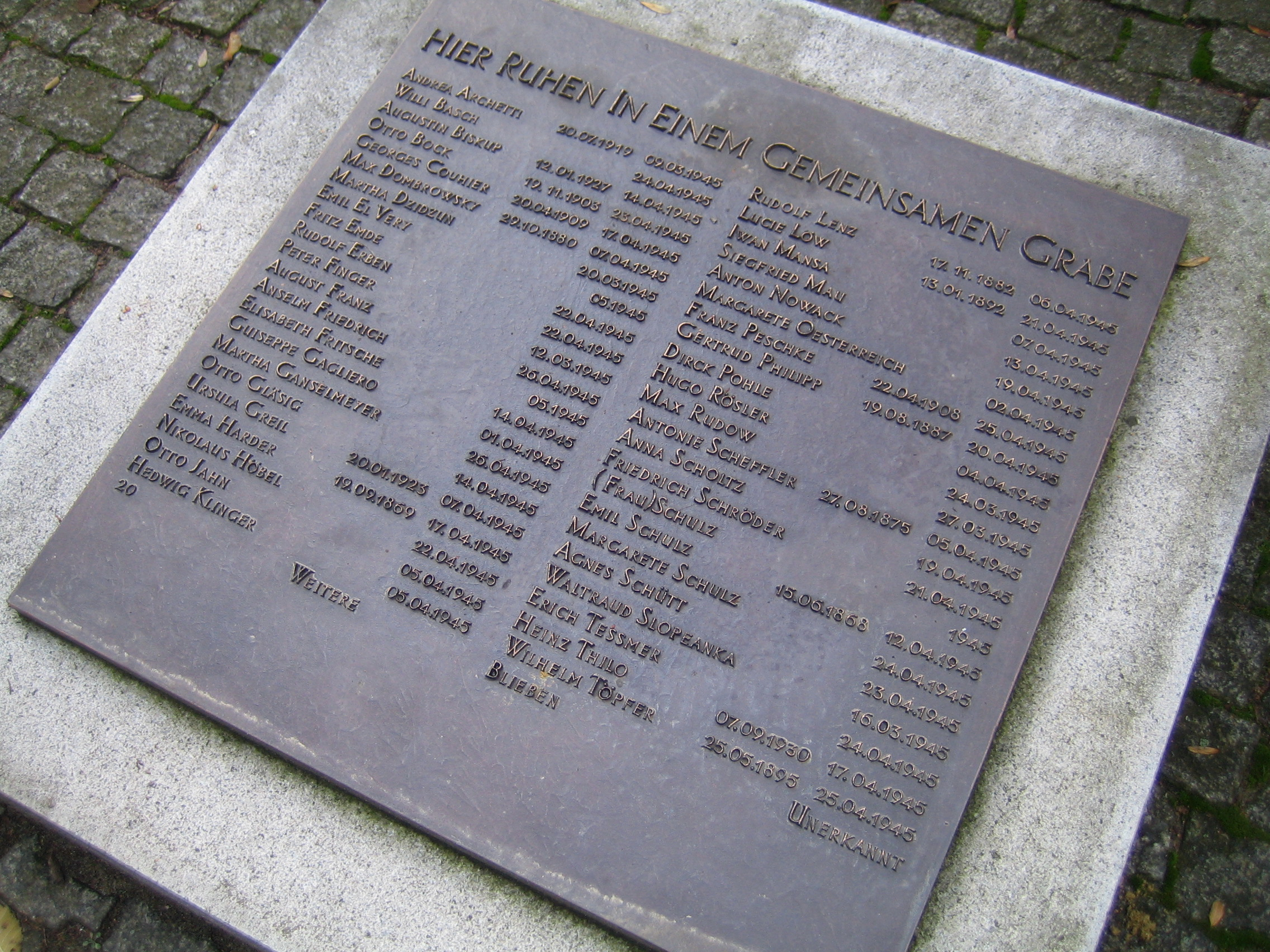
közös sír 1945
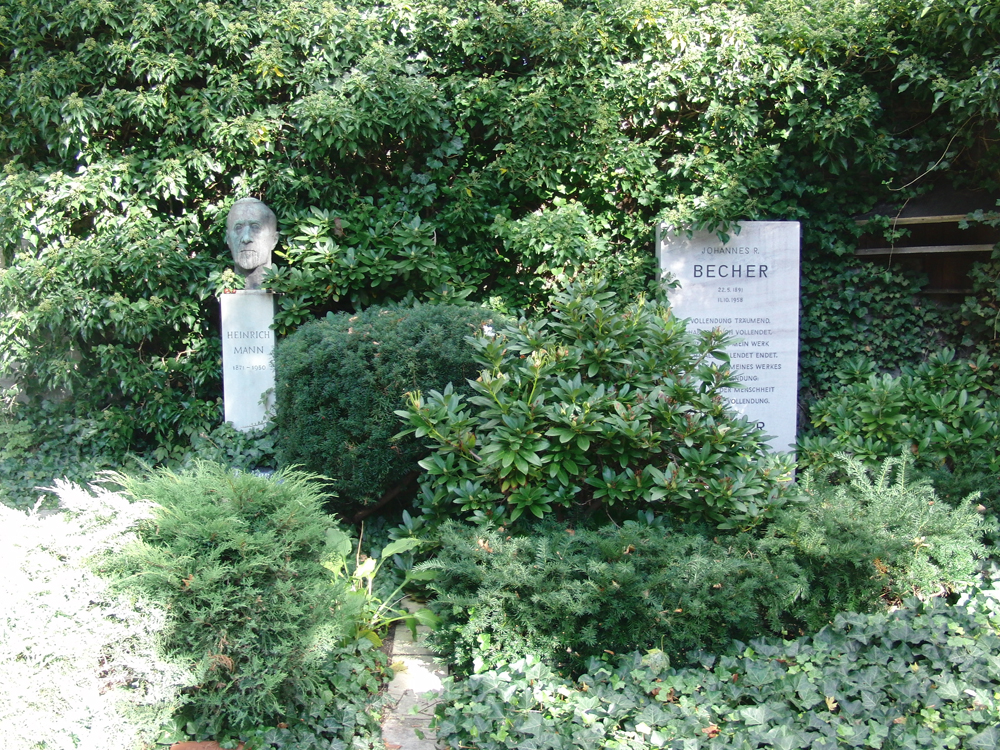
Heinrich Mann és Johannes R. Becher
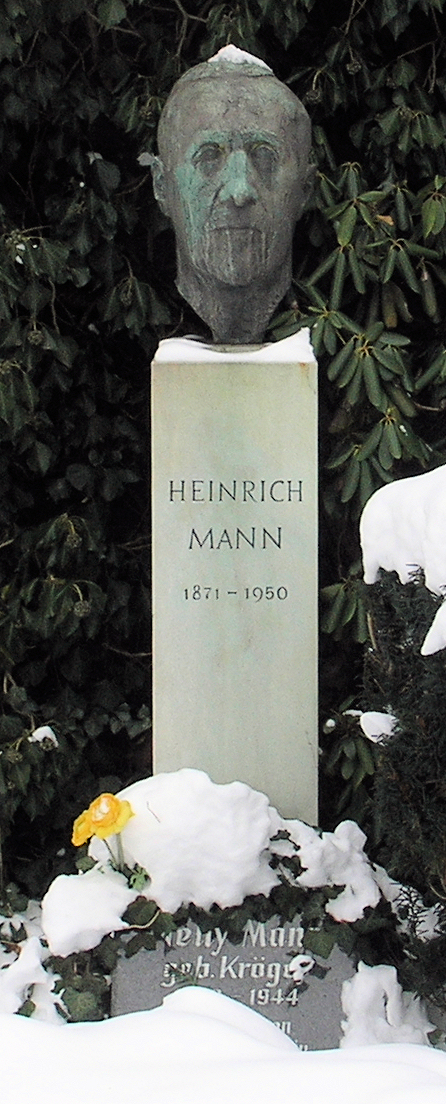
Heinrich és Nelly Mann († 1950) sírja
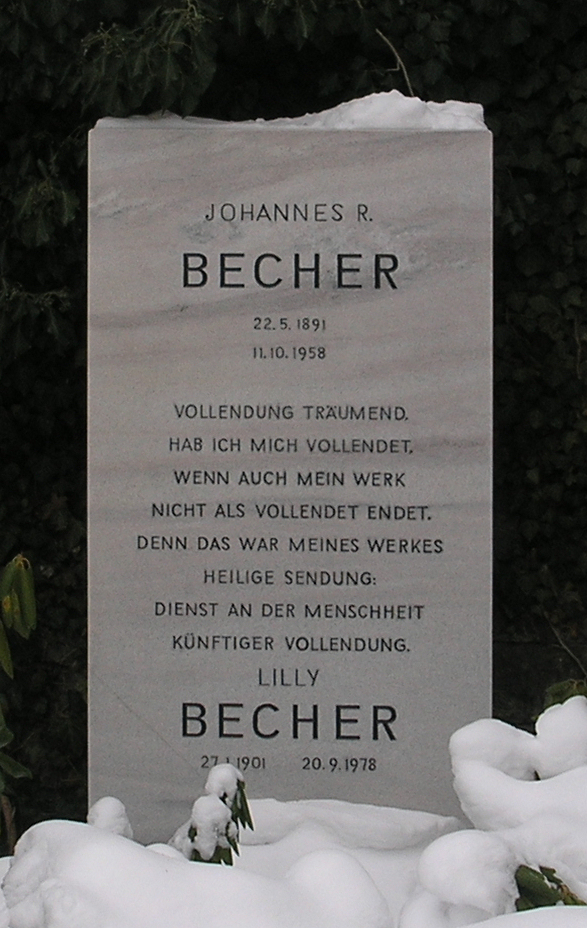
Johannes R. Becher († 1958) sírköve
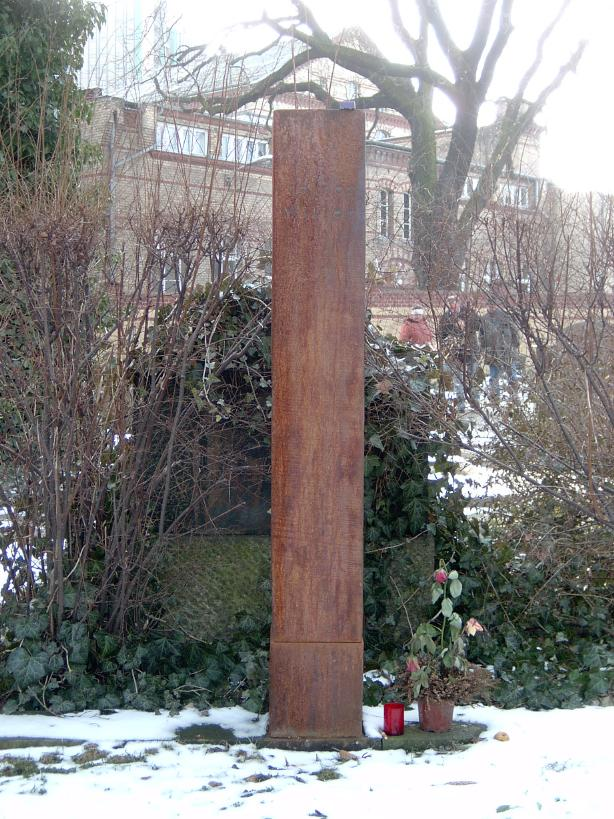
Grabstele für Heiner Müller († 1995)
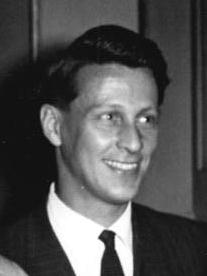
Stephan Hermlin († 1997)
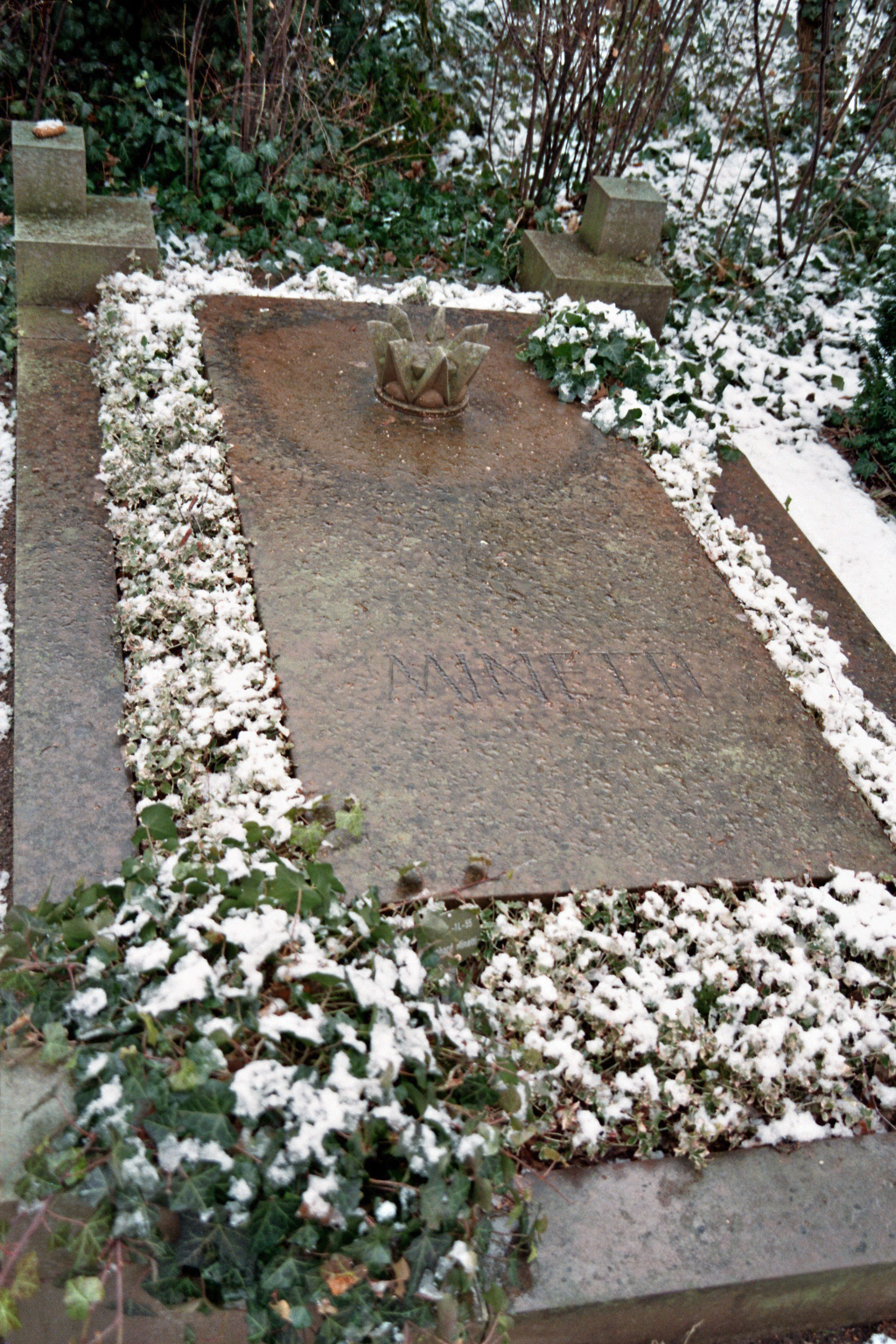
Bernhard Minetti († 1998)
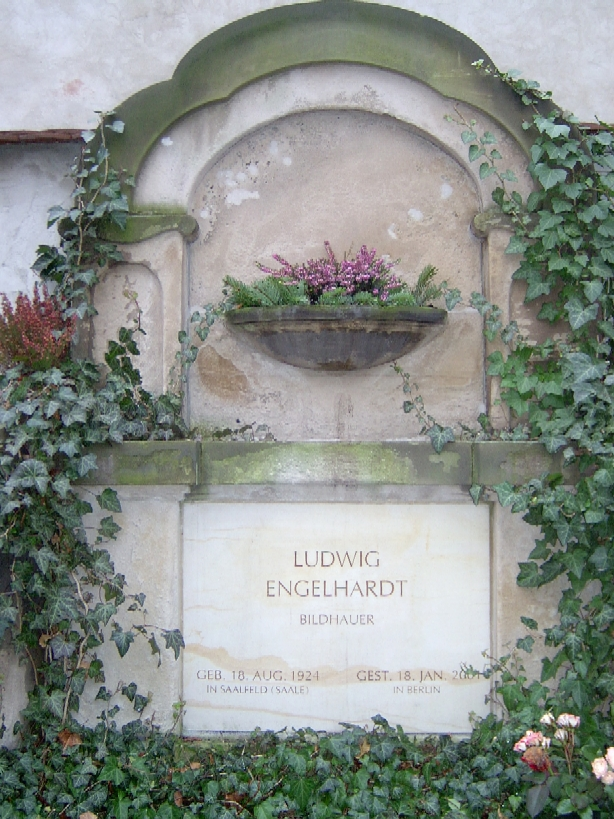
Ludwig Engelhardt († 2001)

## Nevezetes halottak
A–B
- Erich Arendt (1903–1984), Lyriker

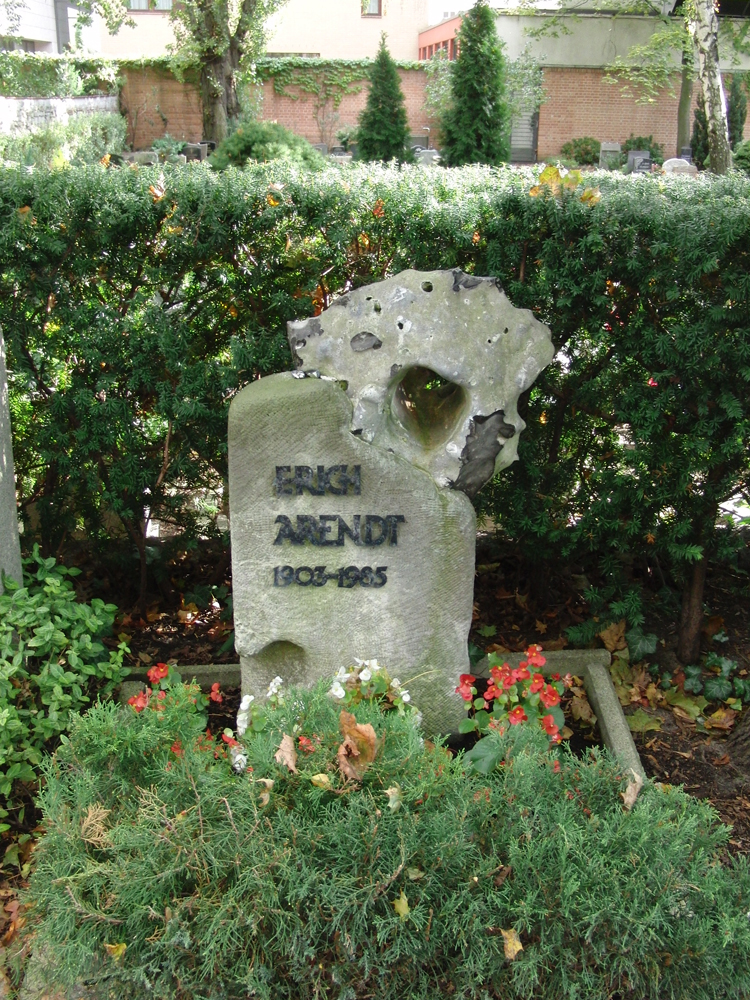
Erich Arendt

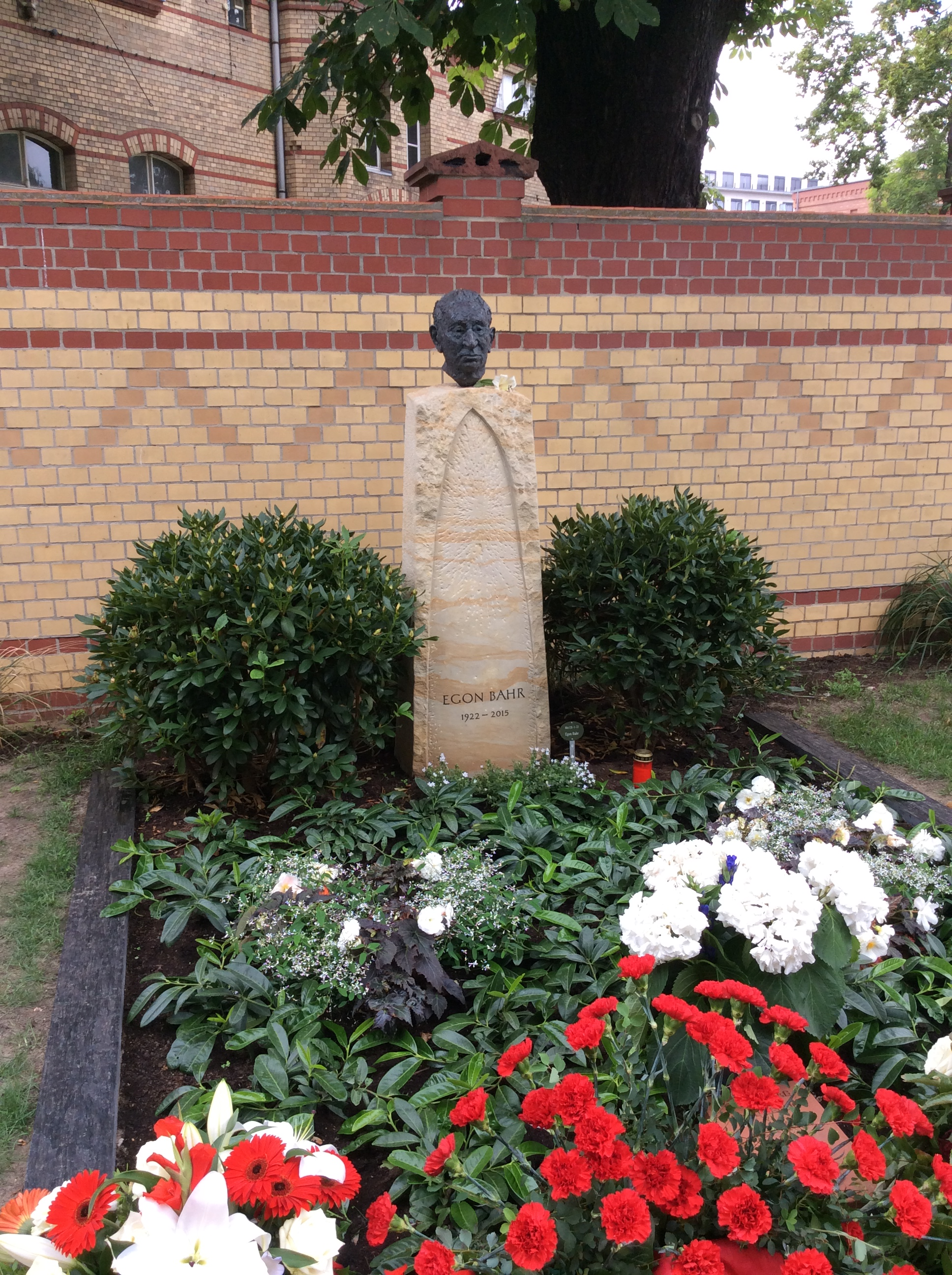
Egon Bahr

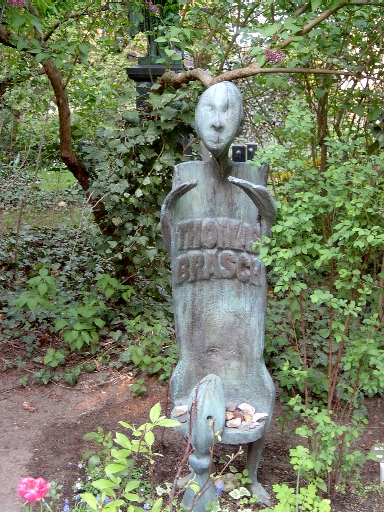
Thomas Brasch

- August Bach (1897–1966), újságíró és politikus
- Friedrich von Bärensprung (1779–1841), 1832 és 1834 között berlini főpolkamester
- Egon Bahr (1922–2015), politikus, Ehrengrab Berlins
- Rudolf Bahro (1935–1997), újságíró és politikus
- Helmut Baierl (1926–2005), író
- Johannes R. Becher (1891–1958), író és politikus
- Wolf von Beneckendorff (1891–1960), színész
- Sibylle Bergemann (1941–2010), fényképező
- Ruth Berghaus (1927–1996), rendező
- Ruth Berlau (1906–1974), Brecht munkatársa
- Benno Besson (1922–2006), színész, rendező
- Christian Peter Wilhelm Beuth (1781–1853), porosz minisztériumban dolgozott
- Frank Beyer (1932–2006), Filmrendező
- Lothar Bisky (1941–2013), politikus
- Gustav Blaeser (1813–1874), szobrász
- August Boeckh (1785–1867), filológus
- Bärbel Bohley (1945–2010), festő
- Lothar Bolz (1903–1986), politikus
- Albert Bohm (1853–1933), Hofbaurat
- Carl Bohm (1824–1892), Hofbaumeister
- Dietrich Bonhoeffer (Gedenkstein) (1906–1945), teológus
- Klaus Bonhoeffer (1901–1945), jogász, ellenálló
- Martin Borchardt (1889–1940), jogász, forsti főpolgármester
- Moses Maximilian Siegfried Borchardt (1815–1880), jogász
- Oscar Borchardt (1845–1917), jogász
- August Borsig (1804–1854), gyáralapító
- Louise Borsig, geb. Praschl († 1887), August Borsig felesége
- Annemarie Bostroem (1922–2015), írónő
- Gerhard Branstner (1927–2008) író
- Thomas Brasch (1945–2001), író
- Bertolt Brecht (1898–1956), író
- Barbara Brecht-Schall (1930–2015), színházi színésznő
- Arnolt Bronnen (1895–1959), író
- Elfriede Brüning (1910–2014), írónő
- Theodor Brugsch (1878–1963), orvos
- Hans Bunge (1919–1990), rendező
- Philipp Buttmann(1764–1829), pedagógus

C–D

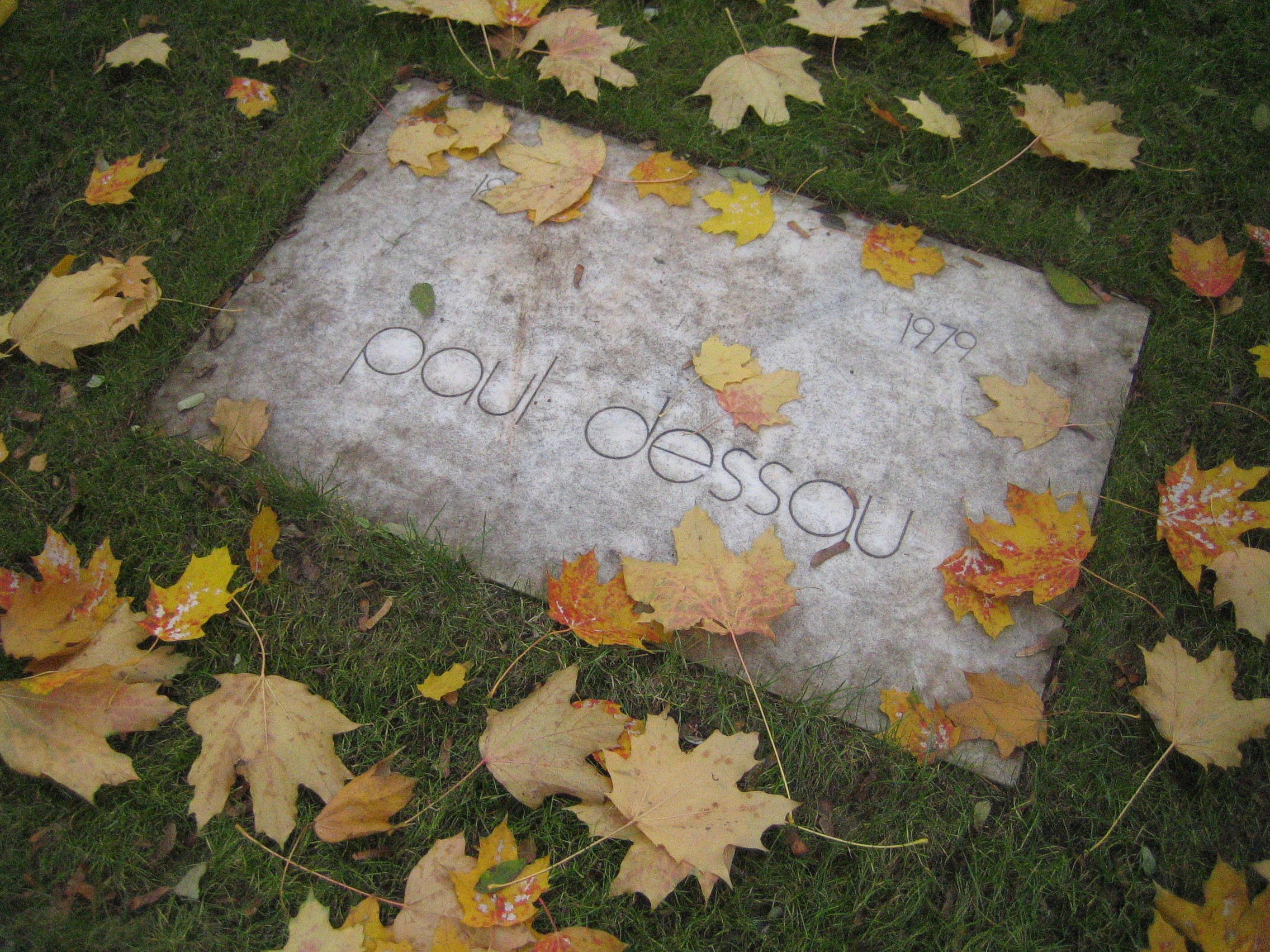
Paul Dessau

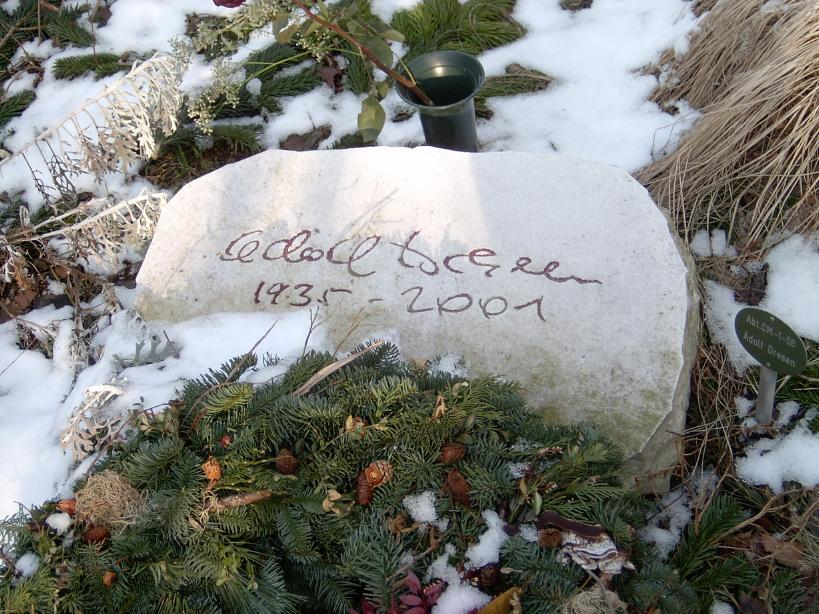
Adolf Dresen

- Christian Gottlieb Cantian (1794–1866), építész
- Bruno Carstens (1918–2001), színész
- Rudolf Christoph (1923–1982), színész
- Friedrich Wilhelm Dankberg (1819–1866), szobrász
- Fritz Decho (1932–2002), színész
- Ursula Deinert (1910–1988), táncosnő és színésznő
- Rudolph von Delbrück (1817–1903), politikus
- Paul Dessau (1894–1979), zeneszerző
- Johannes Dieckmann (1893–1969), politikus
- Johannes Dobberstein (1895–1965),  állati patológus
- Peter Dommisch (1934–1991), színész
- Hans von Dohnanyi (1902–1945), jogász
- Adolf Dresen (1935–2001), rendező
- Slatan Dudow (1903–1963), filmrendező

E

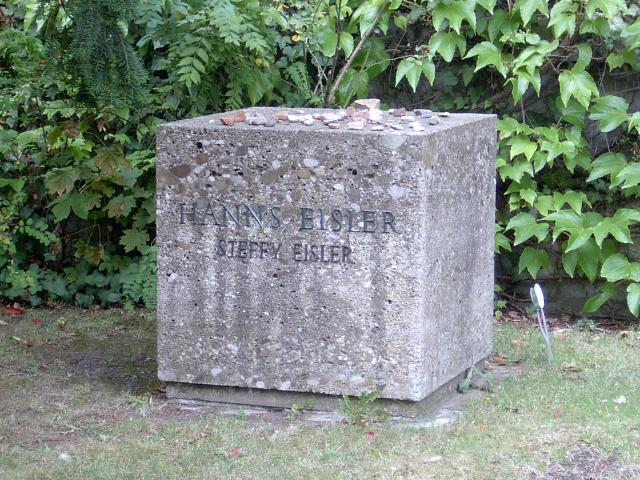
Sírkő Steffy és Hanns Eislernek

- Heinrich Ehmsen (1886–1964), festő
- Friedrich Eisenlohr(1889–1954), író
- Hanns Eisler (1898–1962), zeneszerző
- Erich Engel (1891–1966), rendező
- Ludwig Engelhardt (1924–2001), szobrász
- Fritz Erpenbeck (1897–1975), író és színész
- Johanna Eunicke (1798–1856), színésznő, énekesnő
- Friedrich Eunicke (1764–1844), énekes és színész
- Therese Eunicke (1774–1849), színésznő
- Gertrud Eysoldt (1870–1955), színésznő

F
- Harun Farocki (1944–2014),
- Johann Gottlieb Fichte (1762–1814), filozófus
- Klaus Fiedler(1938–2013), rendező
- Arno Fischer(1927–2011), fényképező
- Bettina Fless (1961–2007), rendező, színésznő
- Paul Flickel (1852–1903), tájfestő (Neuer Dorotheenstädtischer Friedhof Liesenstraße)
- Erich Franz (1903–1961), színész
- Walter Friedeberger (1898–1967), orvos

G
- Eduard Gans (1797–1839), jogász

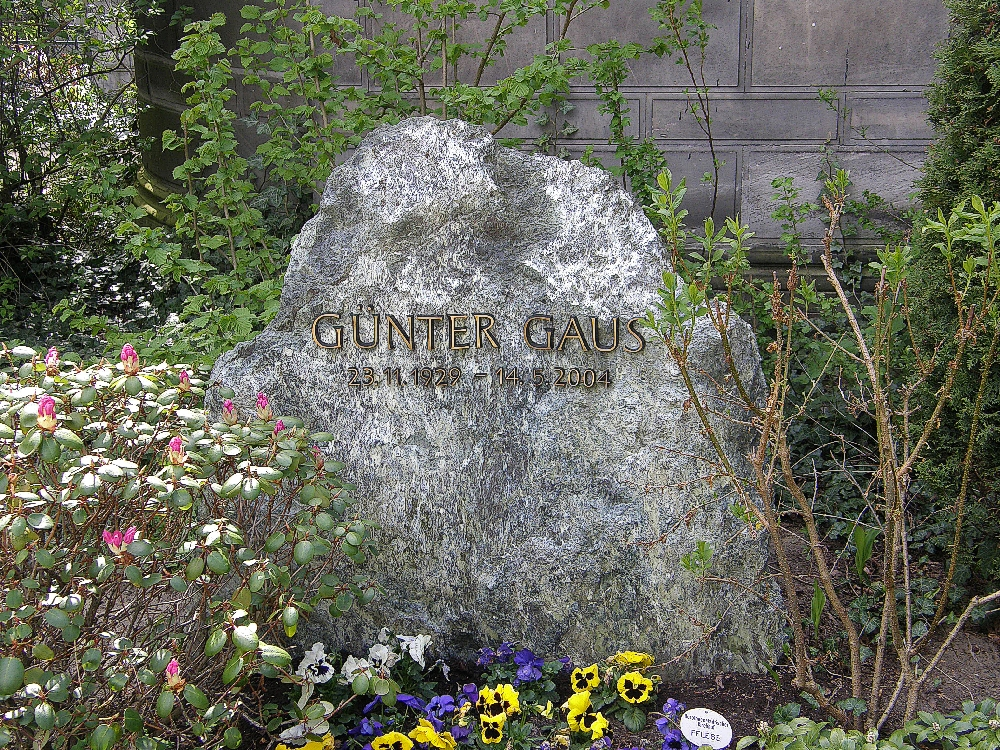
Günter Gaus

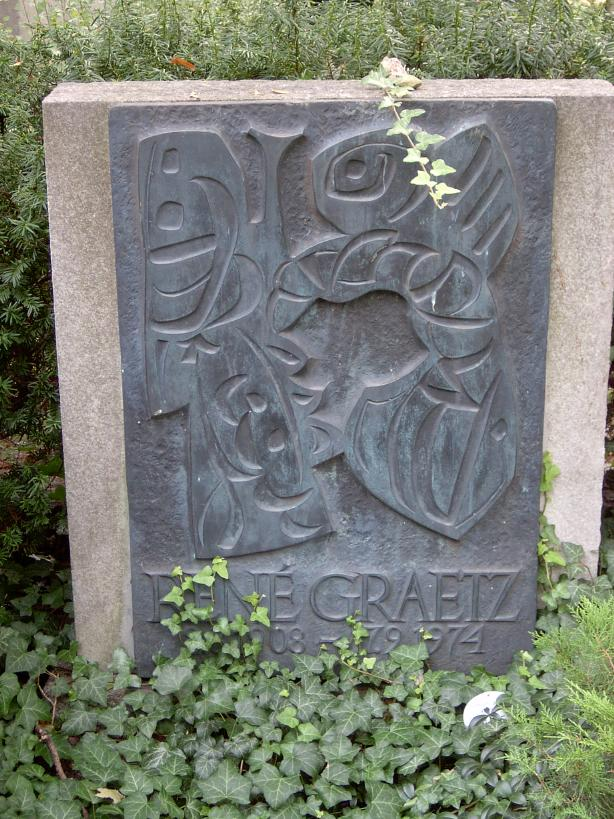
René Graetz

- Günter Gaus (1929–2004), újságíró és politikus
- Willi Geismeier (1934–2007), művészettörténész
- Erwin Geschonneck (1906–2008), színész
- Fritz Gietzelt (1903–1968), radiológus
- Gerald Götting (1923–2015), politikus
- Friedrich Goldmann (1941–2009), zeneszerző
- Jürgen Gosch (1943–2009), rendező
- Dimiter Gotscheff (1943–2013), rendező
- René Graetz (1908–1974), festő
- Lilo Grahn (1943–2007), színésznő
- Karl Wilhelm Gropius (1793–1870), festő
- Paul Gropius (1821–1888), festő
- Johannes Grützke (1937–2017), festő
- Hans Gummel (1908–1973), onkológus

H

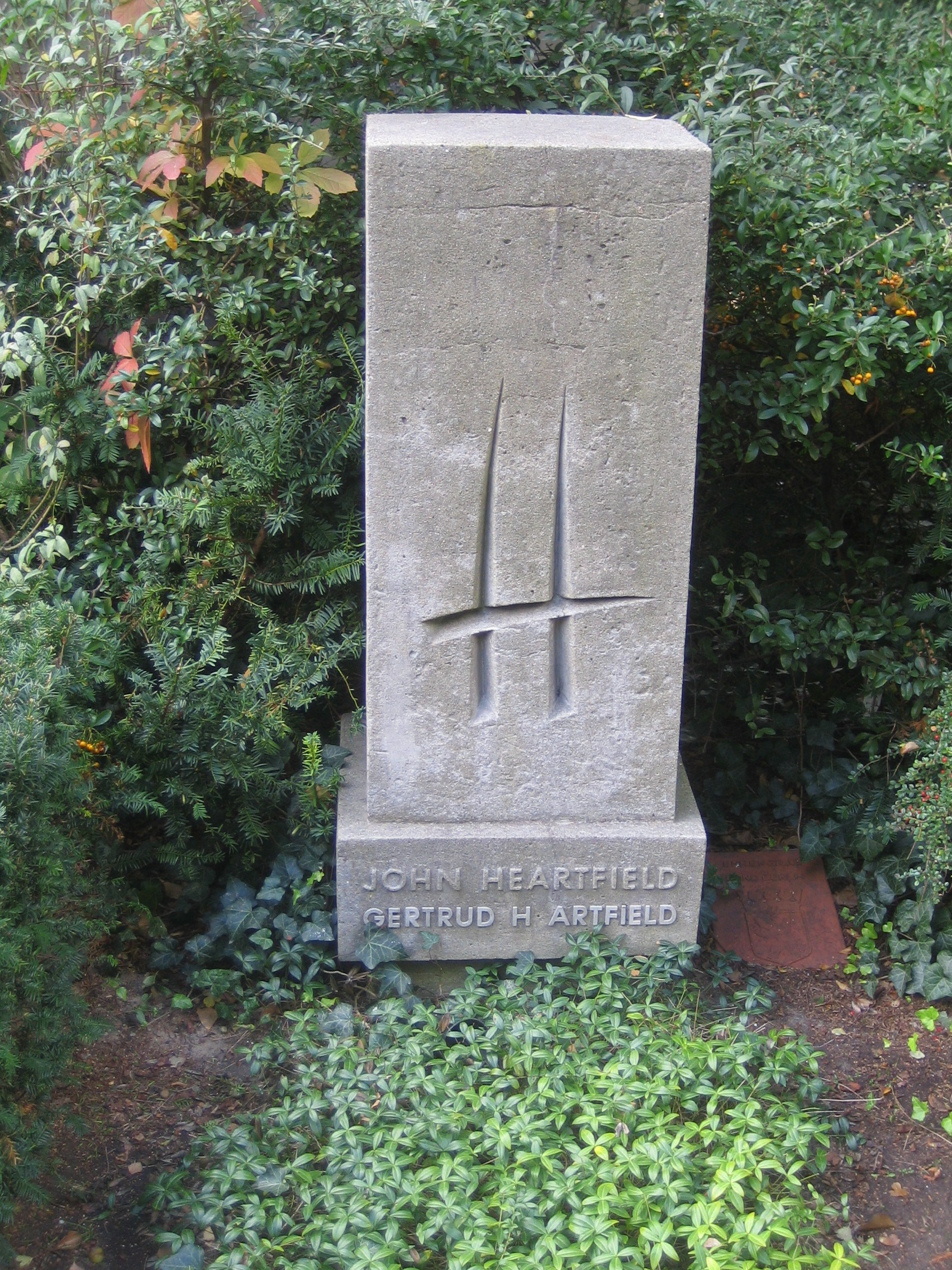
John Heartfield

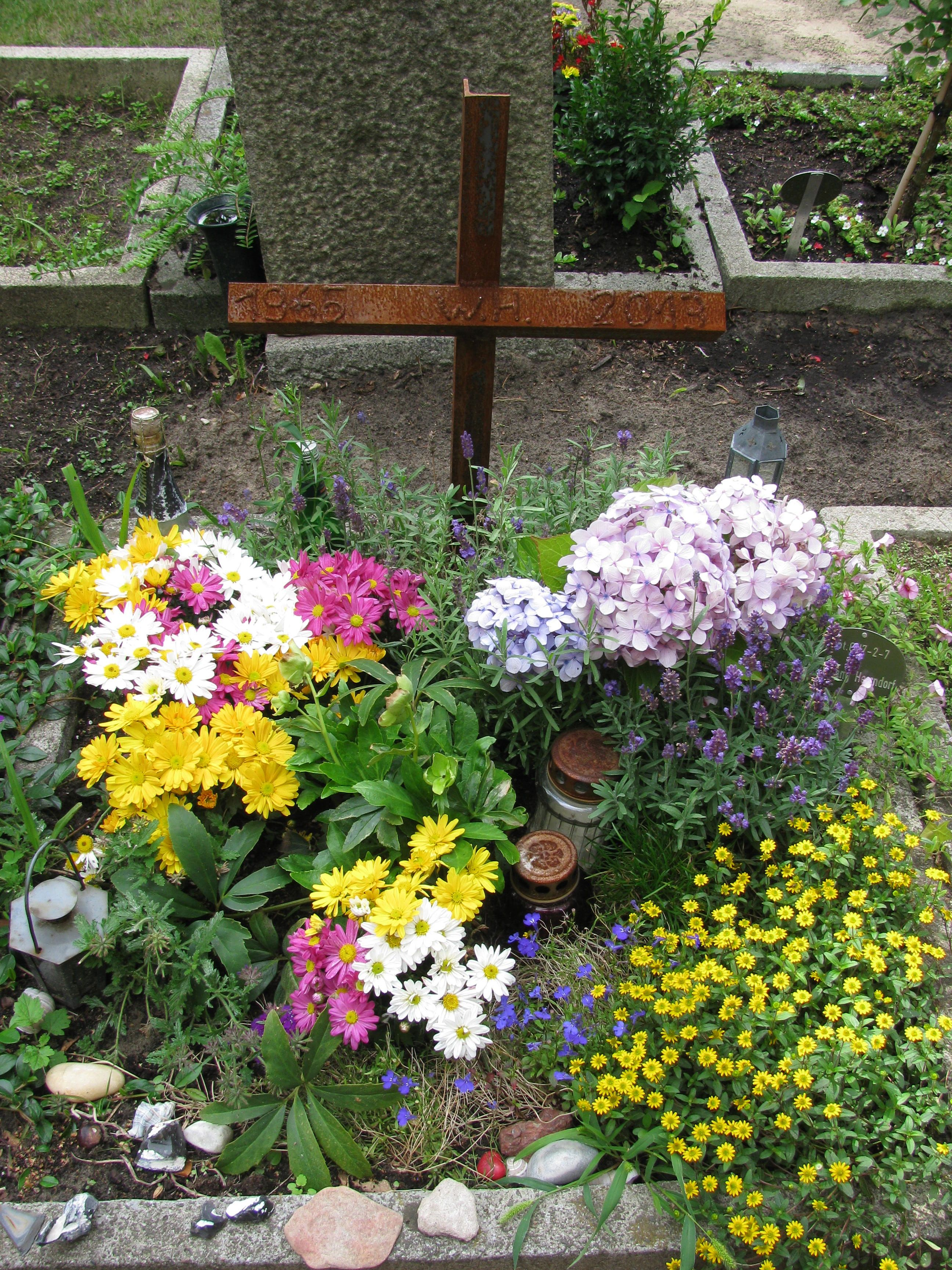
Wolfgang Herrndorf

- Georg Ludwig Hartig (1764–1837), erdei tudós
- Gino Hahnemann (1946–2006), író
- Elisabeth Hauptmann (1897–1973), Brecht munkatársa
- John Heartfield (1891–1968), Graphiker
- Werner Hecht (1926–2017), színház- és irodalomtudós
- Georg Wilhelm Friedrich Hegel (1770–1831), filozófus
- Jürgen Hentsch (1936–2011), színész
- Sigismund Friedrich Hermbstädt (1760–1833), patikás
- Stephan Hermlin (1915–1997), író
- Wolfgang Herrndorf (1965–2013), író és festő
- Wieland Herzfelde (1896–1988), író
- Albert Hetterle (1918–2006), színész
- Wolfgang Hilbig (1941–2007), író
- Hanne Hiob (1923–2009), színésznő
- Friedrich Hitzig (1811–1881), építész
- Julius Eduard Hitzig (1780–1849), jogász és író
- Heinz Hinze (1905–1988), színész
- Gert Hof (1951–2012), rendező
- Friedrich Eduard Hoffmann (1818–1900), körkemence feltalálója
- August Wilhelm von Hofmann (1818–1892), Erfinder der Anilinfedték feltalálója
- Johann George Hossauer (1794–1874), ötvösművész
- Christoph Wilhelm Hufeland (1762–1836), orvos
- Edgar Hilsenrath (1926–2018), író

J–K

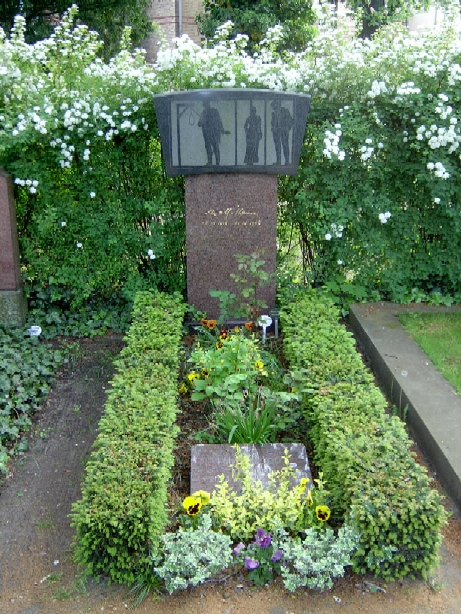
Wolf Kaiser

- Lin Jaldati (1912–1988), énekesnő és táncosnő
- Doris Kahane (1920–1976), művésznő
- Wolf Kaiser (1916–1992), színész
- Inge Keller (1923–2017), színésznő
- Eva Kemlein (1909–2004), fényképező és újságíró
- Diethart Kerbs (1937–2013), pedagógus
- Heinrich Kilger der Jüngere (1907–1970), színházi díszlettervező
- Isot Kilian (1924–1986), színésznő és rendező
- Rainer Kirsch (1934–2015), író
- Friedrich Kittler (1943–2011), sajtótörténész
- Martin Heinrich Klaproth (1743–1817), vegyész
- Willy A. Kleinau (1907–1957), színész
- Clemens August Carl Klenze (1795–1838), egyetemi tanár
- Alexandra Kluge (1937–2017), orvosnő és színésznő
- Friedrich Heinrich Eduard Kochhann (1805–1890), politikus
- Jan Koplowitz (1909–2001), író
- Dietrich Körner (1929–2001), színész
- Friedrich Körte (1818–1914), orvos
- Friedrich Körte (1854–1934), építész
- Werner Körte (1853–1937), sebész
- Christa Rudolph-Kowalski († 2017), rendező
- Franz Krüger (1797–1857), festő (Pferde-Krüger)
- Jürgen Kuczynski (1904–1997), közgazdásztudós
- Marguerite Kuczynski (1904–1998) közgazdásztudós

L

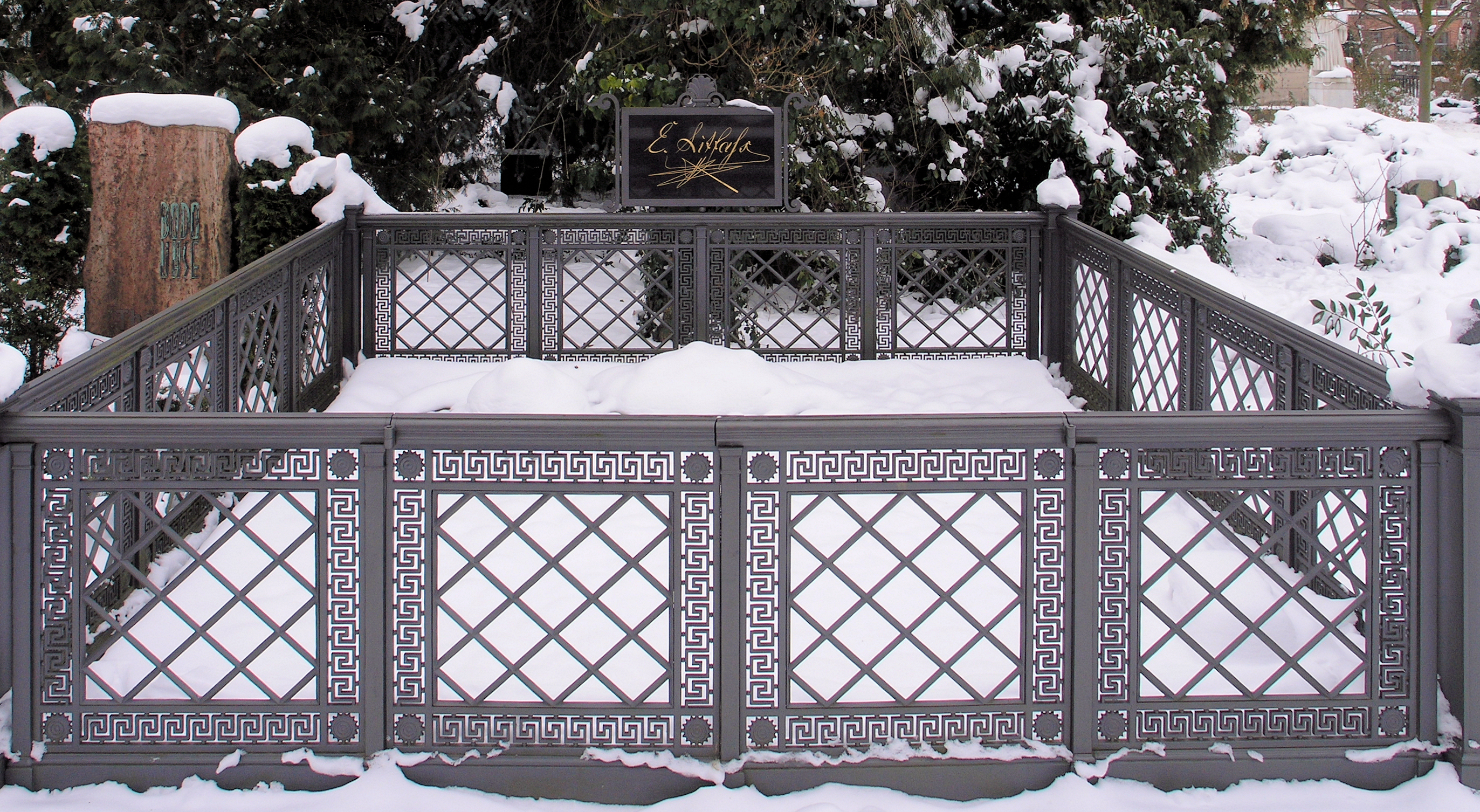
Grabstätte von Ernst Litfaß

- Thomas Langhoff (1938–2012), rendező
- Wolfgang Langhoff (1901–1966), színész és rendező
- Sven Lehmann (1965–2013), színész
- Erich Lindenberg (1938–2006), festő
- Ernst Litfaß (1816–1874),  nyomdász, könyvkiadó és üzletember
- Hans Loch (1898–1960), politikus

M

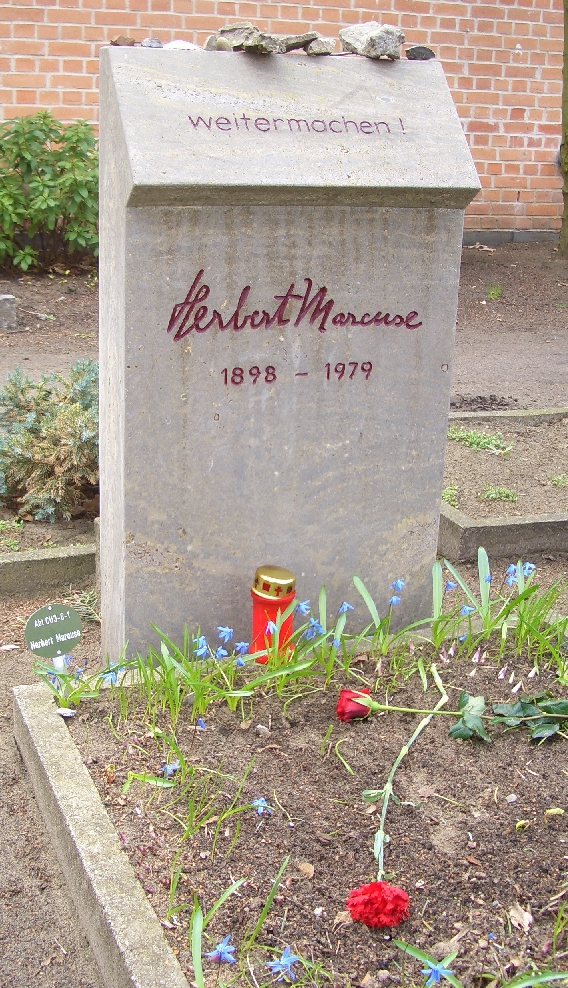
Herbert Marcuse

- Karl Georg Maaßen (1769–1834), porosz politikus
- Kurt Maetzig (1911–2012), rendező
- Eduard Magnus (1799–1872), festő
- Heinrich Gustav Magnus (1802–1870), fizikus
- Heinrich Mann (1871–1950), író
- Carl Adolf Marks (1894–1945), ellenálló
- Herbert Marcuse (1898–1979), filozófus
- Alfred Matusche (1909–1973), író
- Gisela May (1924–2016), színésznő, énekesnő
- Roger Melis (1940–2009), fényképező
- Karl Mickel (1935–2000), író
- Bernhard Minetti (1905–1998), színész
- Hans-Peter Minetti (1926–2006), színész
- Carl Eduard Moewes (1799–1851), politikus
- Friedrich von Motz (1775–1830), politikus, porosz pénzügyminiszter
- Heiner Müller (1929–1995), író

N–P

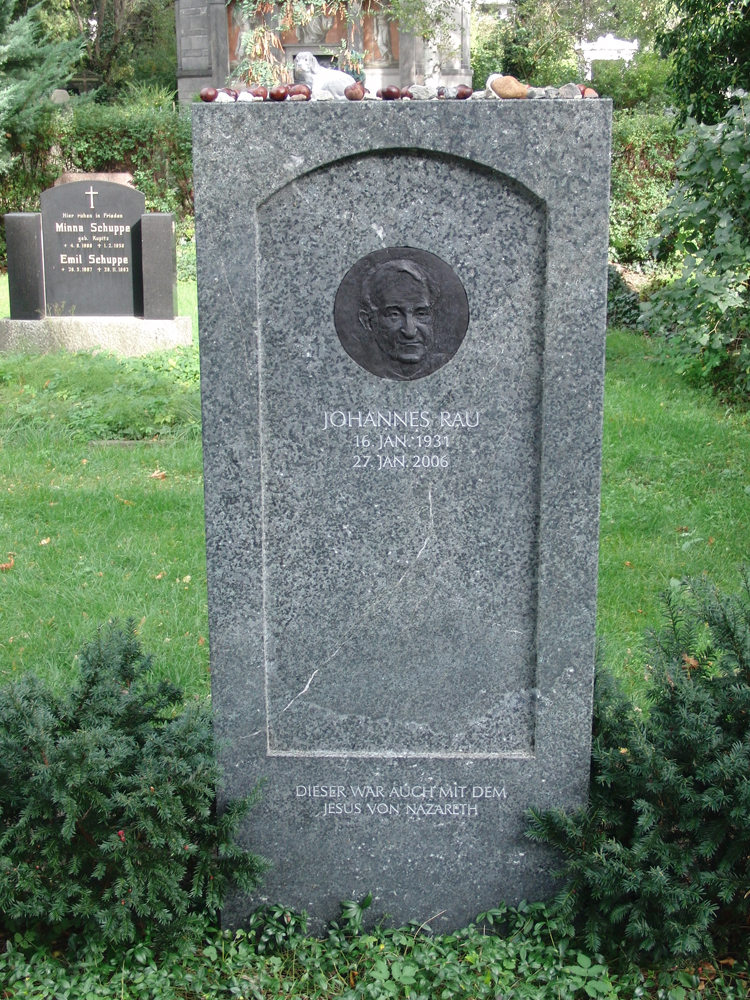
Johannes Rau

- Ivan Nagel (1931–2012), színigazgató
- Nathan Notowicz (1911–1968), zenész
- Otto Nuschke (1883–1957), politikus
- Hans von Oettingen (1919–1983), író
- Emil Osann (1787–1842), orvos
- Peter Palitzsch (1918–2004), rendező
- Alexander Papendiek (1928–1974), színész
- Walther Petri (1940–2011), művésznő
- Denis Poncet (1948–2014), Filmproduzent und Oscar-Preisträger
- Wilhelm Graf von Pourtáles (1815–1889), diplomata
- Otto Prokop (1921–2009), patológus és bírósági orvos

R
- Johannes Rau (1931–2006), 8. szövetségi elnök
- Christian Daniel Rauch (1777–1857), szobrász
- Eberhard Rebling (1911–2008), zenész
- Hans José Rehfisch (1891–1960), író
- Hans-Peter Reinecke (1941–2005), színész
- Ralf Reitel (1951–1987), színész
- Wolfgang Rennert (1922–2012), színész
- Carl Friedrich Rungenhagen (1778–1851), zeneszerző

S
- Horst Sagert (1934–2014), rendező

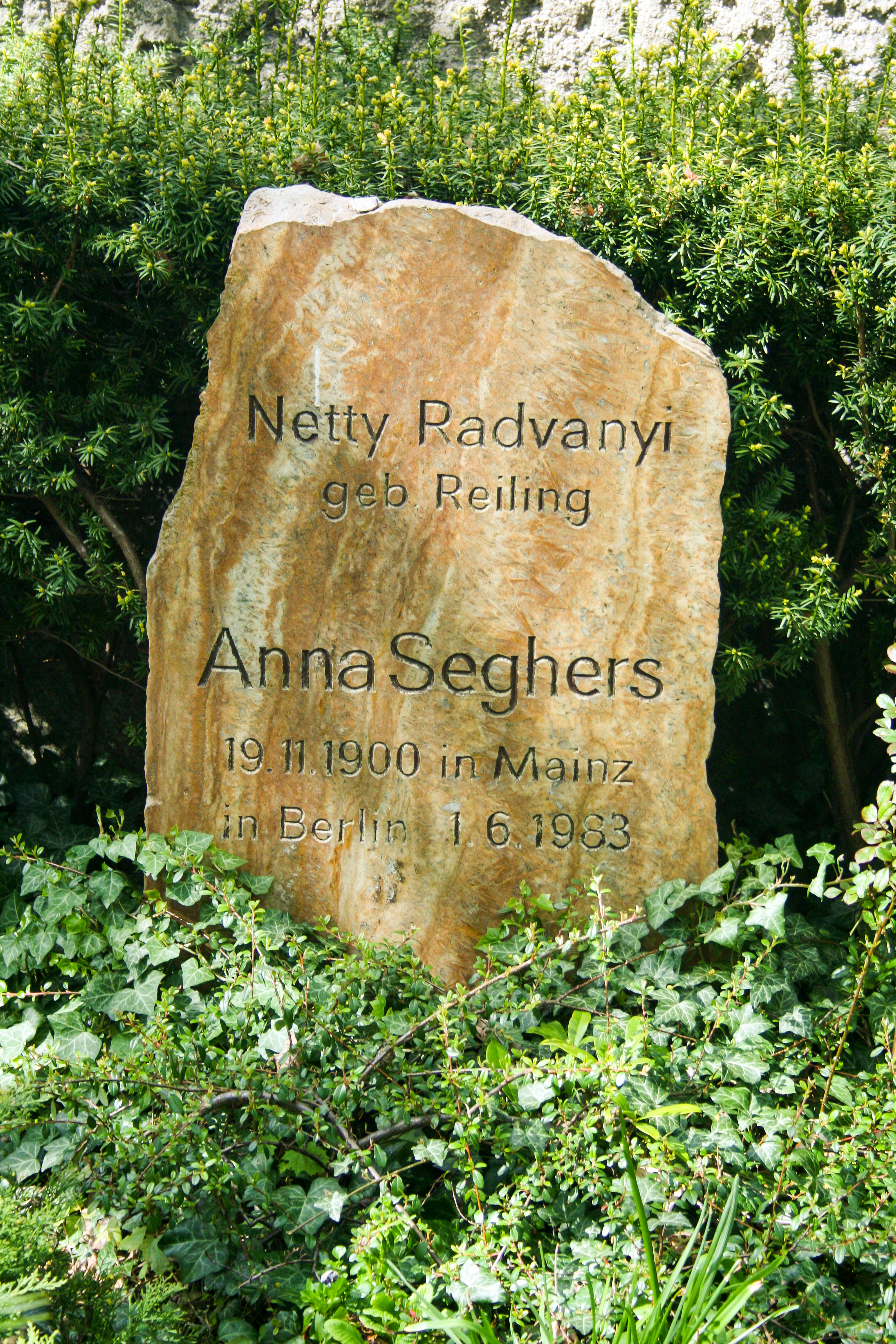
Anna Seghers

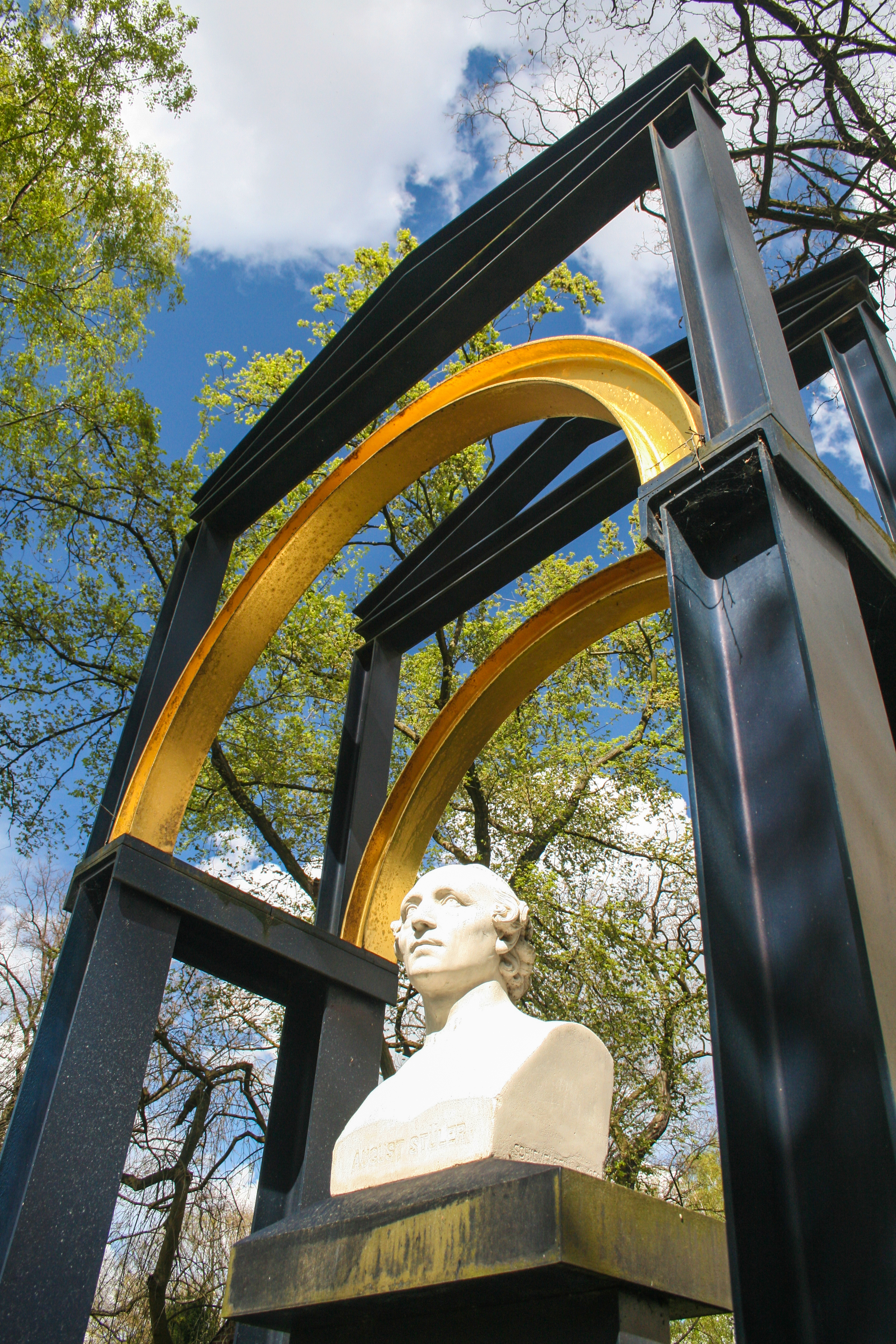
Friedrich August Stüler

- Herbert Sandberg (1908–1991), grafikus
- Otto Sander (1941–2013), színész
- Anna Seghers (1900–1983), írónő
- Elizabeth Shaw (1920–1992), raizoló
- Hans Ludwig Sierks (1877–1945), ellenálló
- Günther Simon (1925–1972), színész
- Daisy Spies (1905–2000), táncosnő
- Leo Spies (1899–1965), zeneszerző
- Max Spitta (1842–1902), épitőmester
- Wolfgang Steinitz (1905–1967), nyelvész
- Dietrich Stobbe (1938–2011), berlini kormányzó polgármester
- Johann Heinrich Strack (1805–1880), építész
- Rudi Strahl (1931–2001), író
- Hermann Stremme (1879–1961), Bodenkundler
- Friedrich August Stüler (1800–1865), építész
- Gottfried Wilhelm Stüler (1798–1838), orvos,  F. A. Stüler testvére
- Philippine Stüler, geb. von Mieg (1784–1862), nevelőnő
- Otmar Suitner (1922–2010), zenész

Sch
- Albert Dietrich Schadow (1797–1869), építész
- Felix Schadow festő, Johann Gottfried Schadow fia
- Johann Gottfried Schadow (1764–1850), szobrász
- Ekkehard Schall (1930–2005), színész
- Maximilian Scheer (1896–1978), újságíró
- Friedrich Schenker (1942–2013), zeneszerző
- Hermann Schievelbein (1817–1867), szobrász
- Karl Friedrich Schinkel (1781–1841), építész
- Wilhelmine Schirmer-Pröscher (1889–1992), politikus
- Walter Schmidinger (1933–2013), színész
- Johann Lorenz Schmidt (Radványi László) (1900–1978), közgazdásztudós
- Tomas Schmit (1943–2006), művész
- Johannes Schulze (1786–1869), filológus
- Ernst Schumacher (1921–2012), Theaterwissenschaftler
- Willi Schwabe (1915–1991), színész
- Louis Schwartzkopff (1825–1892), a Berlini Gépgyár céget alapított

T–Z

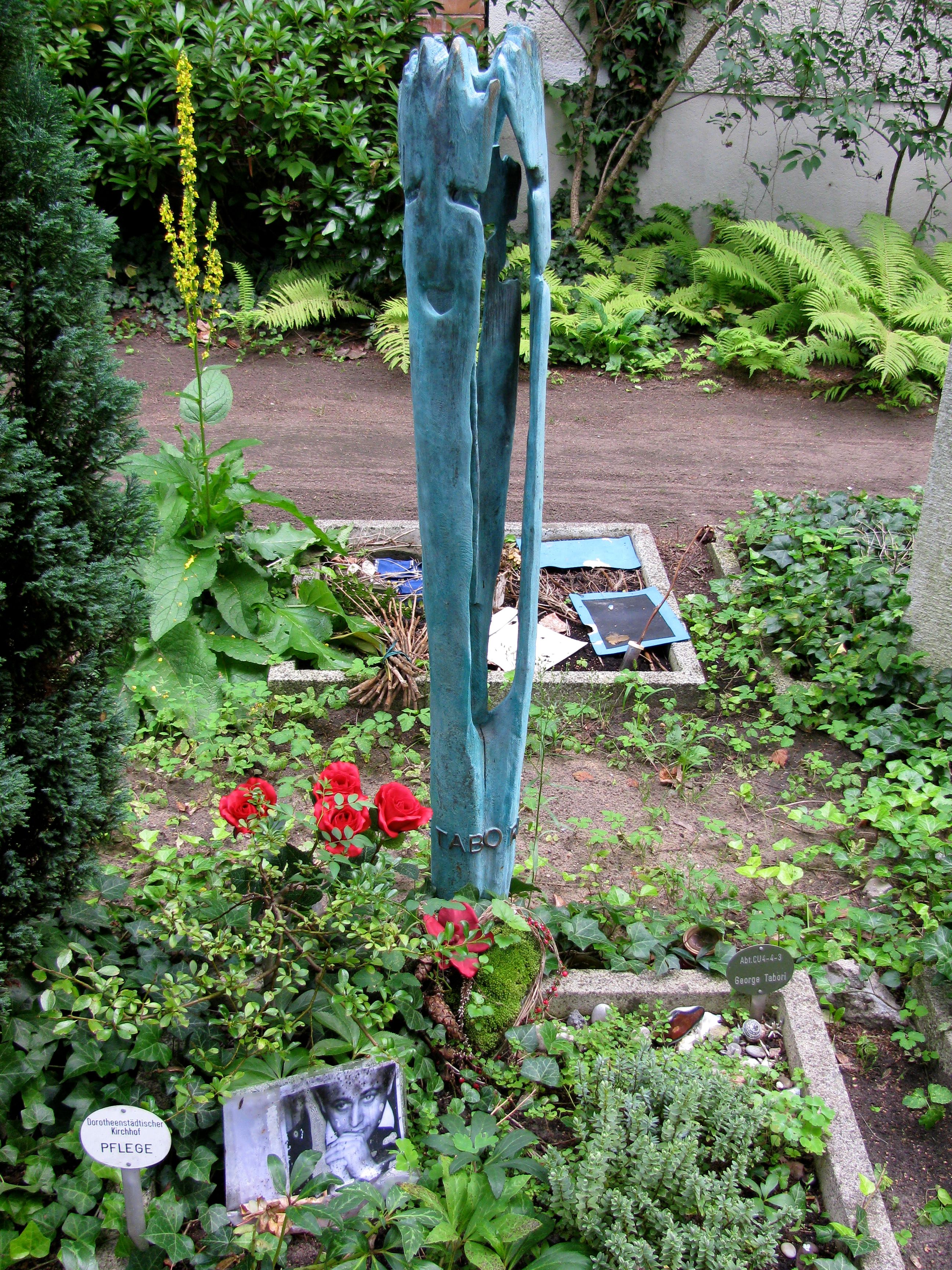
Tábori György sírja

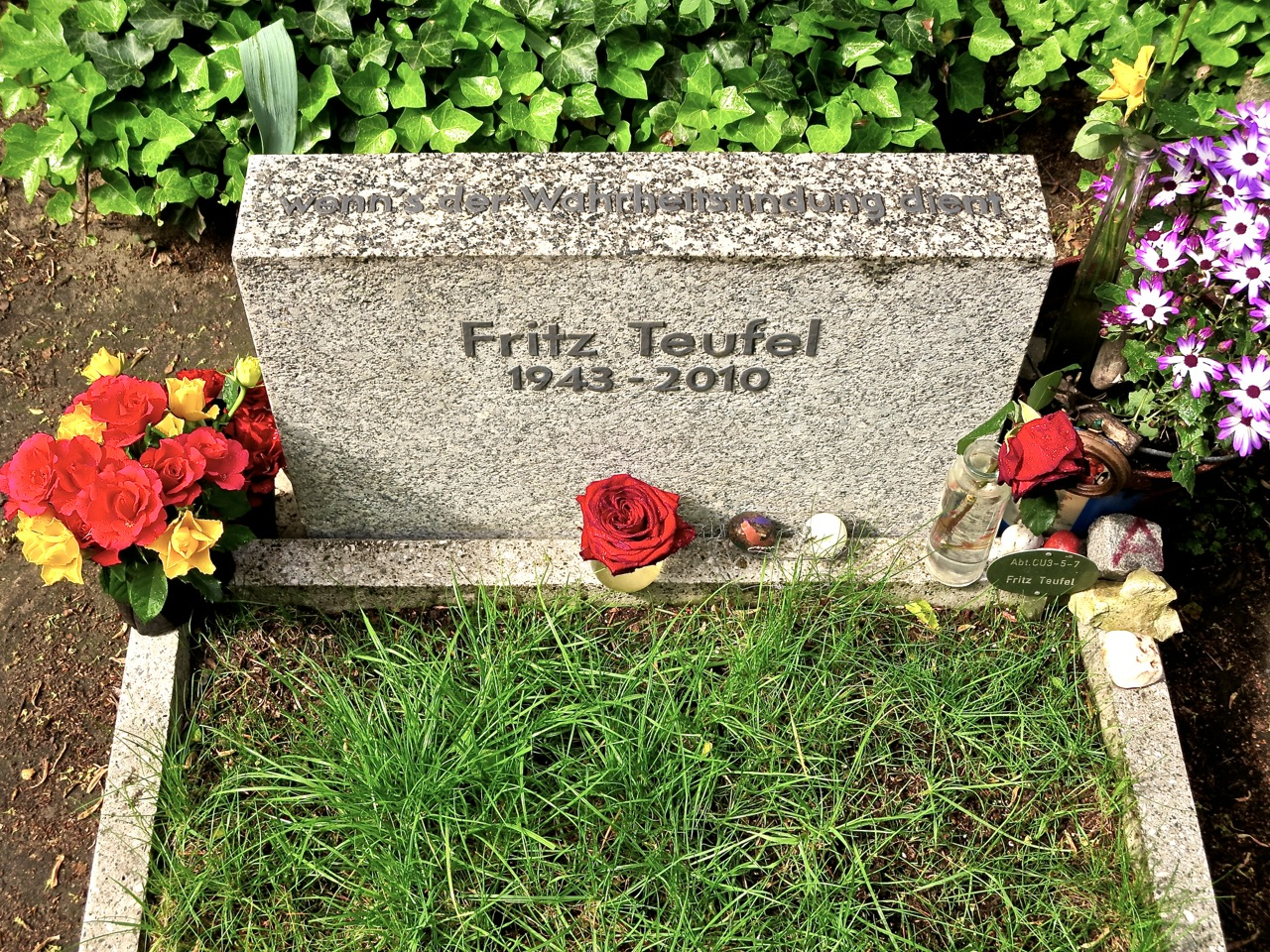
Fritz Teufel

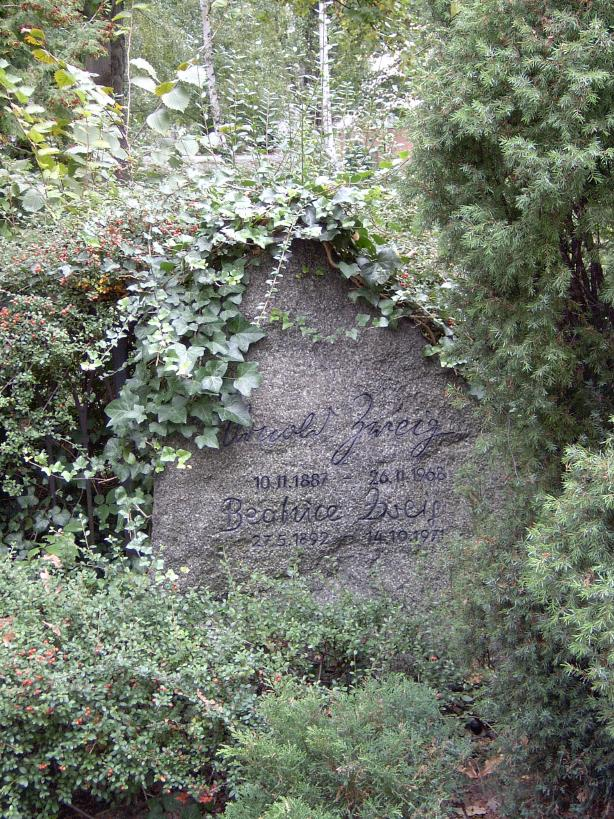
Grabstein für Beatrice und Arnold Zweig

- Tábori György (1914–2007), rendező
- Lissy Tempelhof (1929–2017), színésznő
- Fritz Teufel (1943–2010), baloldali politikai aktivista
- Hans Teuscher (1937–2015), színész
- Hilmar Thate (1931–2016), színész
- Anna Dorothea Therbusch (1721–1782), festő
- Johannes Tralow (1882–1968), író
- Bodo Uhse (1904–1963), író
- Dietrich Unkrodt (1934–2006), zenész
- Maxim Vallentin (1904–1987), színész és rendező
- Rudolf Wagner-Régeny (1903–1969), zeneszerző
- Karoline Friederike von Waldenburg (1781–1844), porosz nemes hölgy
- Friedel von Wangenheim (1939–2001), színész
- Helene Weigel (1900–1971), színésznő
- Hermann Wentzel (1820–1889), építész
- Christa Wolf (1929–2011), írónő
- Charlotte Worgitzky (1934–2018), írónő
- Arno Wyzniewski (1938–1997), színész
- Hedda Zinner (1905–1994), írónő
- Arnold Zweig (1887–1968), író